# Linden-Limmer
Linden-Limmer [lɪndən lɪmɐ] ⓘ ist der 10. Stadtbezirk der niedersächsischen Landeshauptstadt Hannover. Er hat 45.189 Einwohner (22.047 Frauen und 23.142 Männer) und besteht aus den Stadtteilen Linden-Mitte (12.208 Einwohner), Linden-Nord (16.182 Einwohner), Linden-Süd (10.031 Einwohner) und Limmer (6.768 Einwohner) (Stand: 31. Dezember 2023).

## Linden

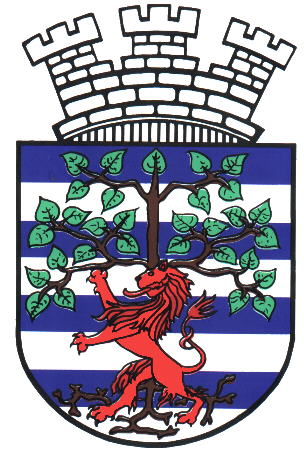
Wappen von Linden

Das Dorf Linden entstand um eine gräfliche Gerichtsstätte um das Jahr 1100 am nördlichen Abhang des Lindener Berges und wuchs im 19. Jahrhundert zur Industriestadt, die 1920 nach Hannover eingemeindet wurde. Linden besteht heute aus den Stadtteilen Linden-Mitte, -Nord und -Süd. Es ist geprägt durch eine vielfältige Gastronomieszene und einen hohen Anteil von Studenten und Bewohnern mit Migrationshintergrund. Das bürgerschaftliche Engagement ist ausgeprägt, kulturelle Aktivitäten (wie zum Beispiel das Fährmannsfest) haben stadtweite Ausstrahlung. Ausdruck des örtlichen Selbstverständnisses ist der „Lindener Butjer“, eine den spielenden Kindern des frühen 20. Jahrhunderts nachempfundene Regionalfigur.

### Geschichte

#### Gründung

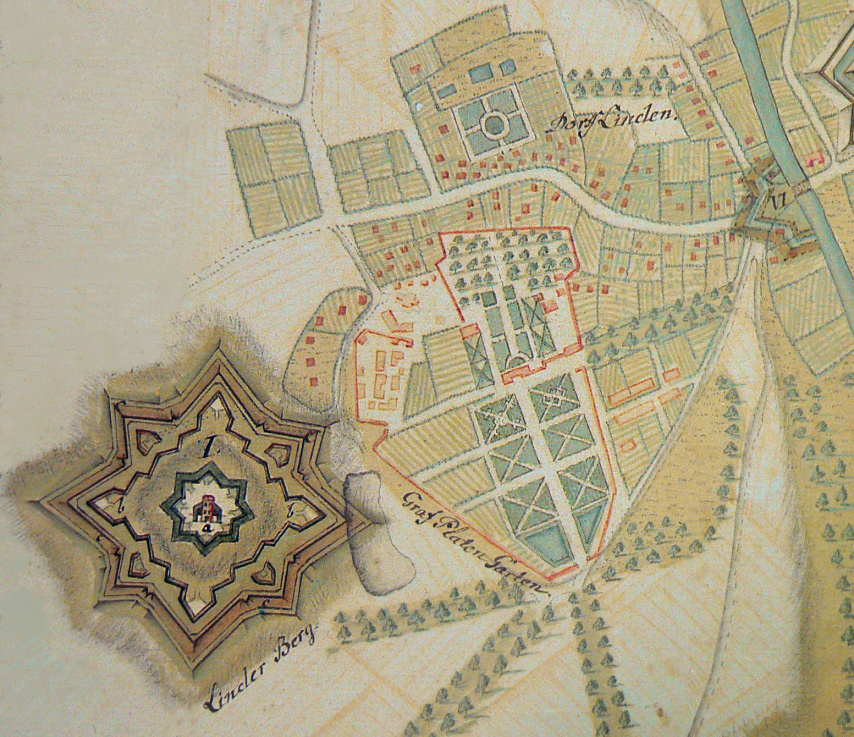
Georgenschanzen 1763 auf dem Lindener Berg, daneben Linden mit Von-Alten-Garten (Mitte) und Küchengarten (oben), rechts Befestigungswerk an der Brücke der Ihme

Erstmals wird Linden in einer Schenkungsurkunde des Bischofs Widelo von Minden erwähnt, die sich auf die Zeit zwischen 1115 und 1119 datieren lässt. Zu dieser Zeit war der Graf Widekind I. von Schwalenberg Gerichtsherr in Linden im Marstemgau und nahm in Gegenwart von Zeugen, darunter Herzog Lothar III., Schenkungen an das Bistum Minden vor, die Bischof Widelo bestätigte. Sie betrafen Vorwerke und Eigenhörige in den heute nicht mehr nachweisbaren Dörfern Liusen, Batmere und Wallenthorpe. Ab etwa 1130 waren die Grafen von Roden Gerichtsherrn und ab dem 13. Jahrhundert die Grafen von Alten als größter Grundherr der Gegend. 1285 wird erstmals die Kirche des Heiligen Martin erwähnt, die 1328 dem Kloster Marienwerder eingegliedert wurde. Die Kirche wurde nach Zerstörung im Zweiten Weltkrieg 1957 wiederaufgebaut. In der Umgebung Lindens lagen Lehenshöfe, zunächst der Grafen von Roden, später der Welfen.
1652 ließ Herzog Georg Wilhelm mit dem Küchengarten in Linden einen Lust- und Küchengarten anlegen zur Versorgung seines Hofes mit Obst und Gemüse. Diese Funktion behielt er bis zum Ende des Königreichs Hannover 1866. Danach wurden an seiner Stelle (er befand sich im Bereich zwischen den heutigen Straßen Fössestraße, Dieckbornstraße und Davenstedter Straße) ein Güterbahnhof errichtet sowie Wohnhäuser gebaut. Heute erinnert nur noch der Platz Am Küchengarten im heutigen Stadtteil Linden-Mitte an die frühere Nutzung.

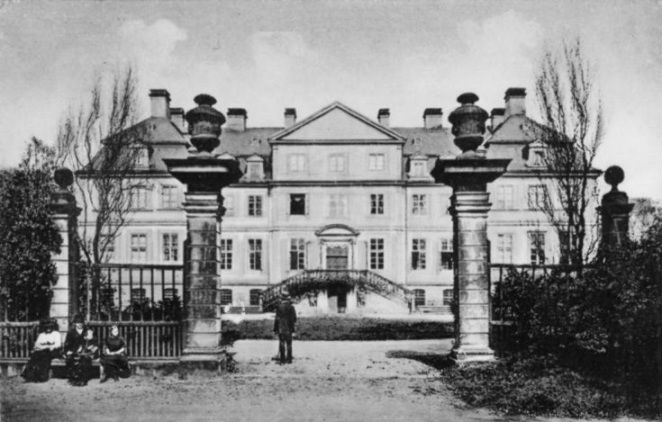
Lindener Schloss im Von-Alten-Garten (1912), 1945 zerstört.

1688 erwarb der Oberhofmarschall Franz-Ernst von Platen für etwa 12.000 Reichstaler das Gut der Familie von Alten durch einen Nutzungsvertrag. Es umfasste etwa 56 Hektar Land, Jagdrecht, Gerichtsbarkeit, verschiedene Zehnte, den Lindener Schäferhof sowie Ländereien und Berechtigungen in der Lindener Glocksee, der Neustadt und der Aegidienmasch. Platen ließ sich auf seinem Grundstück 1692 von Brand Westermann das barocke Schloss Linden errichten. Nach dem Kauf zusätzlicher Höfe ließ von Platen den etwa 7 ha großen Von-Alten-Garten als Barockgarten anlegen, den ab 1718 eine Mauer umgab. Der Graf von Platen erwarb 1700 weitere 20 Hektar Land und ließ eine neue Straße, die Leineweberstraße, mit 30 Häusern für die Weberzunft anlegen. Auch ließ er eine Schmiede, Bierbrauerei, Branntweinbrennerei, Kalkbrennerei sowie eine Wachsbleiche mit Meister und Gesellen aus Italien einrichten. Der Graf ließ zudem in einer auf dem Gut errichteten Kapelle eigens für seine Hörigen Gottesdienste abhalten. 1796 wurde in einem Haus in der Weberstraße eine Schule für Neu-Linden eingerichtet.
Während des Siebenjährigen Kriegs wurden die Anlagen der Stadtbefestigung Hannover reaktiviert. Dazu entstanden außen liegende Schanzen wie die 1761 entstandenen Georgenschanzen auf dem Lindener Berg. Gebaut wurde nur der innere Ring der Sternschanze. Auch die Westseite des Ihmeufers in Linden erhielt ein Befestigungswerk zum Schutz der Brücke.

#### Alt-Linden und Neu-Linden

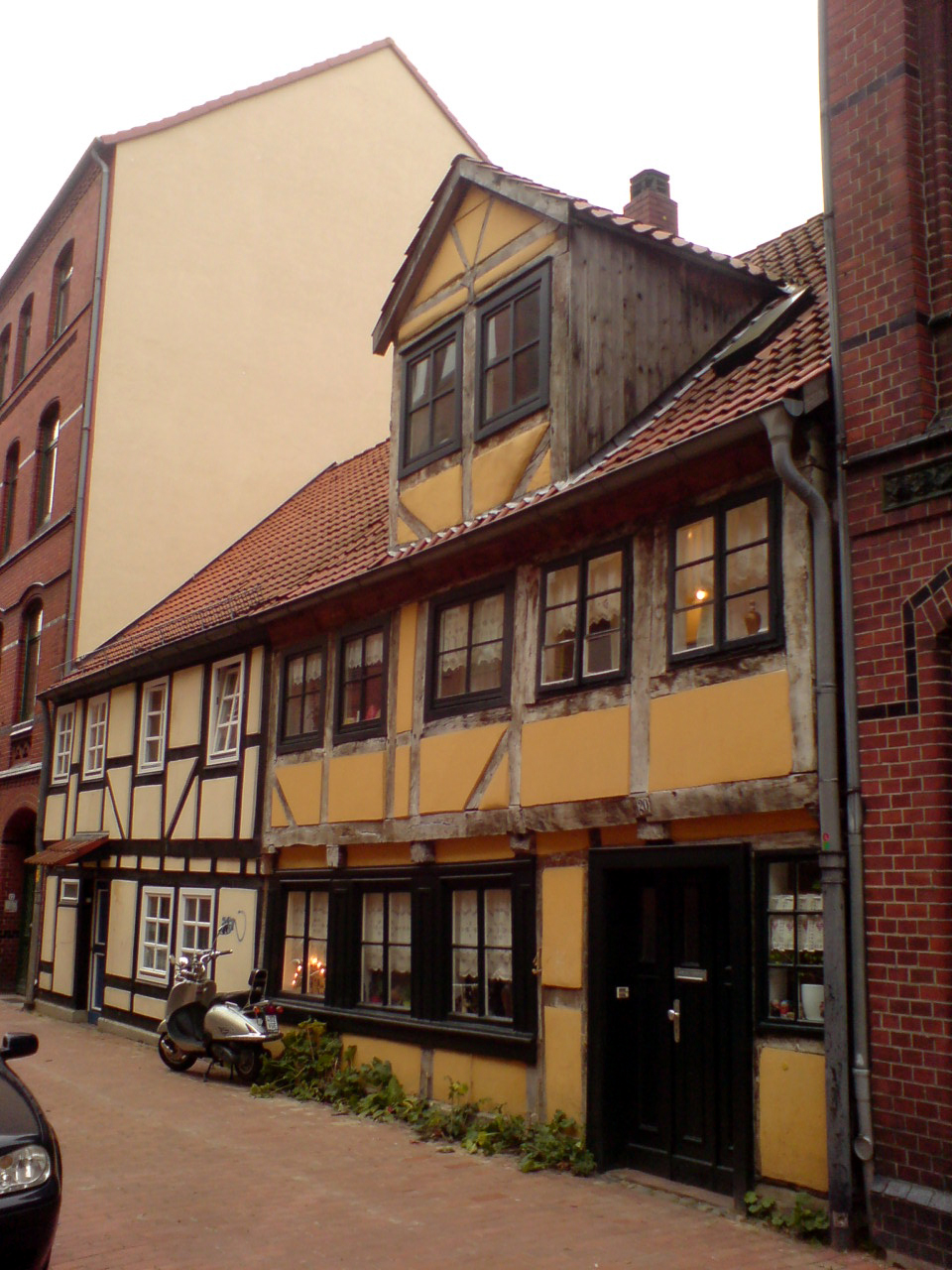
In der Alt-Lindener Weberstraße finden sich die ältesten erhaltenen Wohnhäuser in Linden und die älteste erhaltene Reihenhausanlage in Hannover

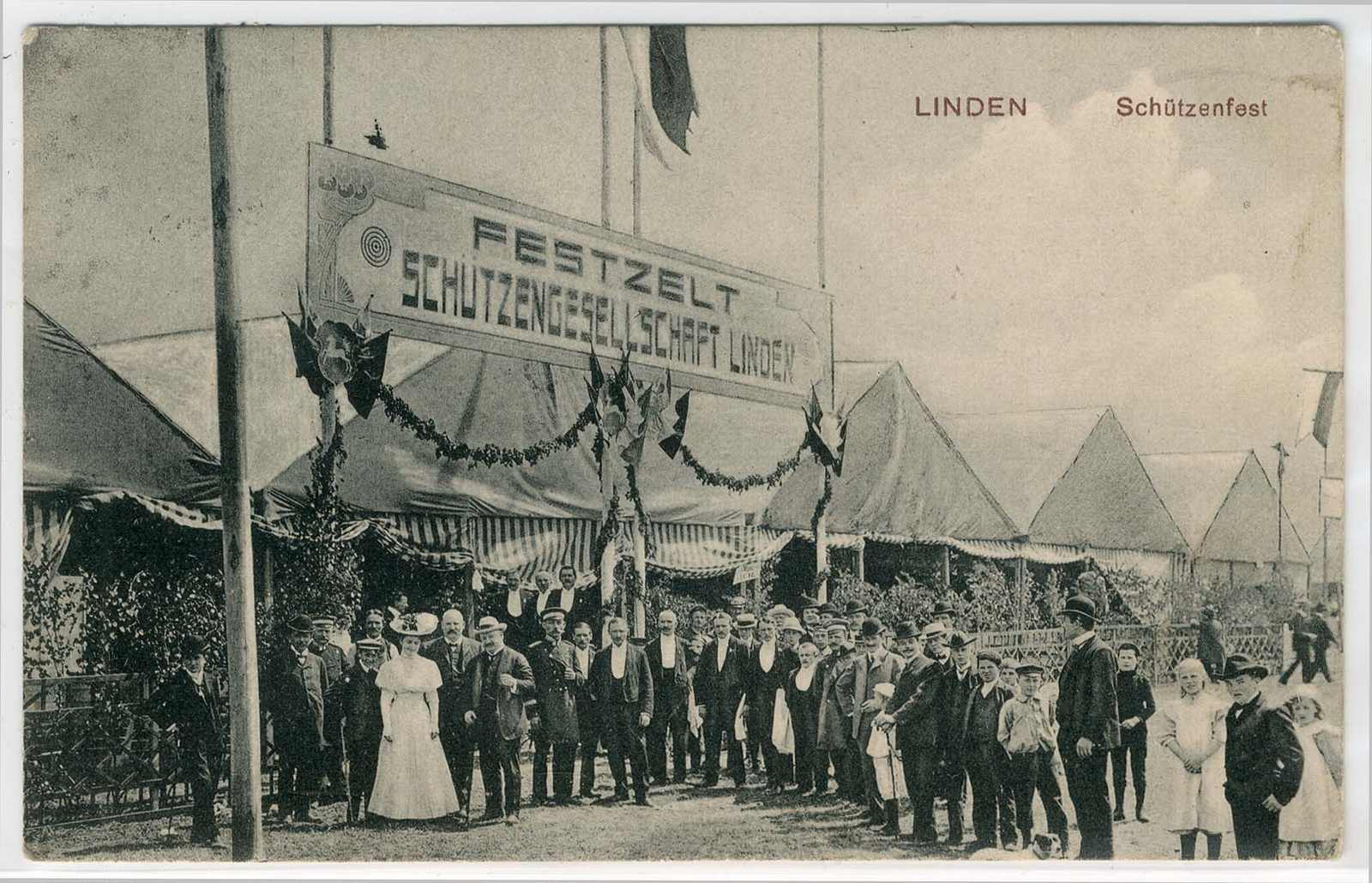
Festzelt der Schützengesellschaft Linden, Menschen bei Schützenfest
Ansichtskarte, um 1907

Im Laufe der Zeit entwickelte sich aus dem Areal das vom alten Dorf Linden verwaltungsrechtlich getrennte „Neu-Linden“, das auch einen eigenen Nachtwächter, einen eigenen Vorsteher und eine eigene Schützengesellschaft erhielt. Zu Neu-Linden gehörten die Häuser der Weberstraße, Häuser und Speicher in der Blumenauer Straße sowie Häuser in der Hohe Straße und der Deisterstraße. Nach dem Rückkauf des Gutes Linden im Jahr 1816 durch die Familie von Alten verließ die Familie von Platen Linden.
Das alte Dorf Linden reichte ursprünglich vom Lindener Berg bis zur Glocksee und Ohe am gegenüberliegenden Ufer der Ihme. 1829 wurden Glocksee und Ohe zu einer Landgemeinde mit eigener Verwaltung, blieben aber bezüglich Kirche und Schule weiterhin Linden zugehörig.
Mit Erlass verfügte 1826 die Königliche Landdrostei Hannover für die Gerichtszuständigkeit eine Grenzlinie zwischen Alt-Linden und Neu-Linden. Nach dem Erlass hatte Alt-Linden einen Bauermeister und drei Vorsteher, Neu-Linden einen Vorsteher und zwei Nebenvorsteher. Zu Alt-Linden gehörten der Lindener Berg, Kirchstraße, Lindener Straße, Hohe Straße, Posthornstraße, Blumenauer Straße, das Gut von Alten einschließlich Gerichtshof, der Bereich westlich der nördlichen Deisterstraße von der Allee (die heutige Von-Alten-Allee) bis zur Ihmebrücke. Zu Neu-Linden gehörten der Bereich östlich der nördlichen Deisterstraße von der Allee bis zur Ihmebrücke, der südliche Rest der Deisterstraße und die Weberstraße.
1842 hatte das Dorf Linden 3.207 Einwohner.
Während Linden sich im ersten Viertel des 19. Jahrhunderts zu einem Wohnort für die Vorstadtvillen begüterter Familien aus Hannover entwickelte, expandierte das Gewerbe insbesondere durch die Unternehmungen von Georg Egestorff. Bis 1845 wurden alle hinzugezogenen Arbeitnehmer auf dem Gebiet des alten Lindens untergebracht. Zu ihrer Unterbringung wurden viele Gebäude wie Ställe und Anbauten in Wohnraum umgewandelt. Danach begann unter der Bau- und Wegekommission unter Leitung von Georg Ludwig Friedrich Laves eine planmäßige Bebauung von Linden-Süd und Linden-Nord.
Die Bebauung im Bereich des heutigen Linden-Süd begann um 1845, nachdem der Lokomotivbau in die Produktpalette der Egestorffschen Fabrik (der späteren Hanomag) aufgenommen wurde. Der nördlich des alten Dorfes Linden gelegene heutige Stadtteil Linden-Nord wurde ab 1853 auf dem „Nedderfeld“ errichtet („Nedderfeldstraße“). Eine der ersten Straßenzüge war die 1854 entstandene Fannystraße. An ihr lag auf einem Grundstück von Adolph Meyer die von Ludwig Debo errichtete „Arbeiterkolonie in der Fannystraße“. In ihr lebten Mitarbeiter der Mechanischen Weberei. Die Siedlung zwischen der Mathilden- und der Fortunastraße wurde 1965 abgerissen. Anschließend wurde die Fannystraße durch zwei moderne Wohnblocks überbaut.
1856 wurden die Dörfer Alt-Linden und Neu-Linden zur Landgemeinde Linden zusammengeschlossen. Die Gemeinde erhielt statt der bisherigen Bauermeister einen Gemeindevorstand.

#### Entwicklung zur Industriestadt

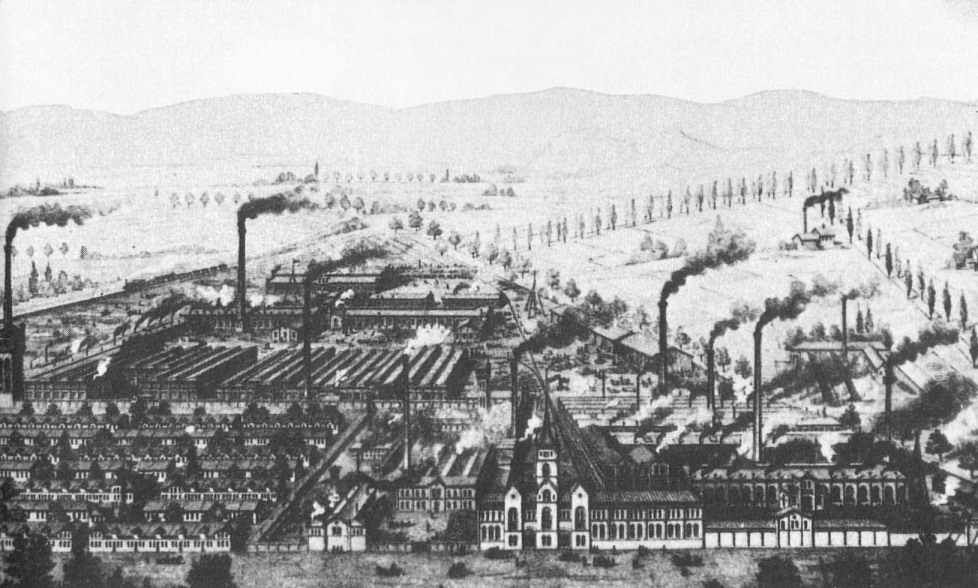
„Eisen-Giesserey und Maschinenfabrik Georg Egestorff“ etwa Mitte 19. Jahrhundert in Linden, im Hintergrund der Deister

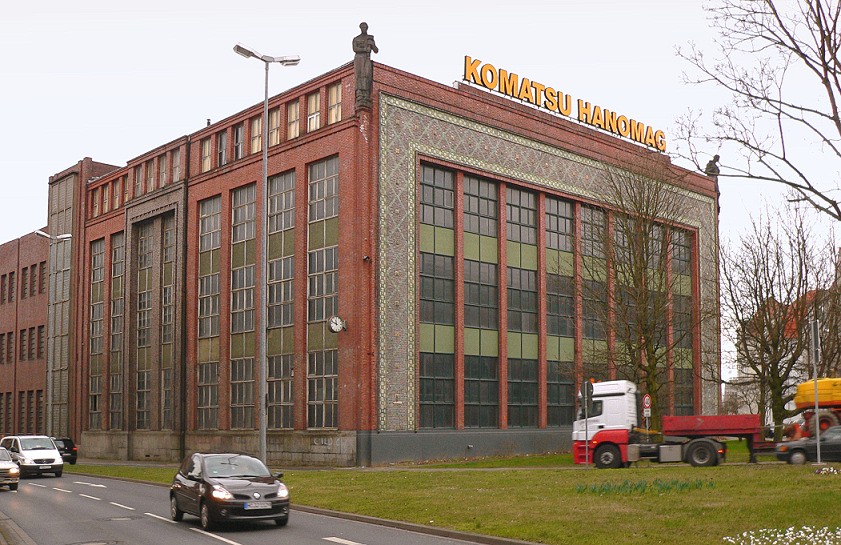
Das 1917 erbaute ehemalige Hanomag-Fabrikgebäude am Deisterplatz

Den Grundstein für die Entwicklung Lindens zur Industriestadt hatte der Industrielle Johann Egestorff Anfang des 19. Jahrhunderts gelegt mit Kalkbrennereien am Lindener Berg zur Produktion des Baustoffs Kalkmörtel. In seine Fußstapfen trat sein Sohn Georg Egestorff, der eine Maschinenfabrik und Eisengießerei gründete, die spätere Hanomag. Hier wurden von 1846 bis 1931 auch Lokomotiven hergestellt, die bis zum Bau der Altenbekener Strecke 1872 mühsam mit Pferdefuhrwerken zum nächsten Gleisanschluss transportiert werden mussten.
Nach dem Tod Egestorffs 1868 wurde die Fabrik durch den neuen Besitzer, den „Eisenbahnkönig“ Bethel Henry Strousberg großzügig erweitert. Neben dem Werk an der heutigen Göttinger Straße wurde eine Arbeitersiedlung mit 144 Häusern gebaut, die wegen der Rumänien-Aufträge Strousbergs (Konzession über 900 km Bahnstrecken und Lieferung von Lokomotiven)
„Klein-Rumänien“ genannt wurde. Die Straßen hießen „Hammerstraße“, „Feilenstraße“ und „Zirkelstraße“.
Das Geschäft platzte und Strousberg musste sein Unternehmen 1871 an ein Bankenkonsortium verkaufen. 1937 wurden die Häuser im Zuge der Vergrößerung der Hanomag abgerissen.
Das Gelände der Hanomag erreichte 1911 eine Ausdehnung von 42.000 m², davon 24.000 m² überbaut. An die große Bedeutung der Firma und deren Besitzer für Linden erinnern heute Straßennamen wie Hanomagstraße, Egestorffstraße und Strousbergstraße. Da Strousberg jüdischer Herkunft war, trug letztere während der NS-Zeit ab 1935 den Namen Kettlerstraße – nach Julius Kettler, erstem Vorsitzenden und Mitbegründer des Niedersächsischen Heimatbundes.
Am Küchengarten siedelten sich Ende des 19. Jahrhunderts zahlreiche kleinere Firmen an, von denen sich einige zu einer gewissen Bedeutung entwickelten. Wie etwa die Lindener Samtspinnerei, Baumwollspinnerei und Mechanische Weberei, die Lindener Aktien-Brauerei, zwei Gummifabriken und die Deutsche Asphalt sowie eine Korsettfabrik und eine Bettfedernfabrik, auf deren Gelände heute das Kulturzentrum FAUST besteht. Die Hannoversche Waggonfabrik (HAWA) produzierte südlich des Lindener Bahnhofs von 1898 bis 1933 Eisenbahnwagen, Straßenbahnen, Automobile, Kampfflugzeuge und Landmaschinen. Deren 1915 auf dem Tönniesberg angelegter Werksflugplatz wurde im November 1919 der erste zivile Flugplatz für Hannover und blieb dies, bis er 1928 vom Flughafen Hannover-Vahrenwald abgelöst und 1930 ganz geschlossen wurde.
1927 wurde am Küchengarten ein städtisches Badehaus erbaut, da viele Arbeiterfamilien kein eigenes Bad besaßen. Nach dessen Schließung zog dort 1987 das Theater am Küchengarten (TAK) ein.
Im Wesentlichen um die im Preussag-Bergwerk Barsinghausen geförderte Steinkohle des Deisters zu beschaffen, wurde der Bahnhof Linden-Fischerhof eingerichtet und mit der Zweigstrecke nach Linden-Küchengarten ab 1872 an das Netz der Hannover-Altenbekener Eisenbahn bzw. der Deisterbahn angebunden. Der Bahnhof wurde 2006 für eine bessere Anbindung an Stadtbahn und Bus verlegt und heißt heute Hannover-Linden/Fischerhof. Während des Ersten Weltkrieges entstand der Lindener Hafen mit der Anbindung an den Mittellandkanal über den Stichkanal Hannover-Linden.

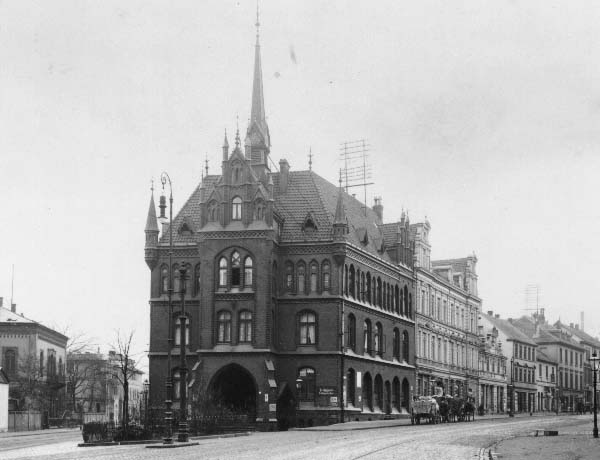
Altes Rathaus an der Deisterstraße um 1910, Entwurf von Christoph Hehl.

Rathaus am Lindener Marktplatz vor dem Zweiten Weltkrieg

Linden war bis 1885 Landgemeinde und Vorort Hannovers und hatte 25.570 meist evangelische Einwohner. Von Hannover war es durch die Ihme getrennt. Linden erhielt am 1. April 1885 Stadtrechte. Der erste Bürgermeister wurde der hannoversche Senator Georg Lichtenberg. Zugleich wurde aus den Ämtern Wennigsen und Linden der Landkreis Linden geschaffen, der 1932 dem Landkreis Hannover zugeschlagen wurde. 1908 wurde in den Gemarkungen Ricklingen und Wettbergen der neue 17 Hektar große Hauptfriedhof Linden eröffnet. 1909 wurden die Gemeinden Badenstedt, Bornum, Davenstedt und Limmer sowie 1913 die Gemeinde Ricklingen in die Stadt Linden eingemeindet.
Die Stadt erhielt 1889 durch königlichen Erlass die Erlaubnis für das Wappen mit dem roten Löwen vor der Linde auf einem Schild mit je 4 blauen und silbernen Querstreifen und mit einer dreitürmigen Mauerkrone. Die Linde erinnert an die Entstehung Lindens, als vom Grafen Wittekind bzw. Widukind von Schwalenberg unter einer Linde Gericht gehalten wurde. Der rote Löwe gehörte zum Wappen des Grafen von Roden.

#### Nach der Eingemeindung
Am 1. Januar 1920 wurde Linden mit damals rund 80.000 Einwohnern nach Hannover eingemeindet. 1934 bis 1936 waren viele Lindener Mitglieder der Sozialistischen Front, die als eine der größten Widerstandsbewegungen in der Zeit des Nationalsozialismus gilt. Im März 2009 setzte der Kölner Künstler Gunter Demnig in der Nedderfeldtstraße 8 einen Stolperstein für den Lindener Widerstandskämpfer Wilhelm Bluhm.
Die Hanomag produzierte Personenwagen („Kommissbrot“), Lkw sowie (bis 1931) Lokomotiven. Im Zweiten Weltkrieg stellte sie Panzerfahrzeuge, Geschütze und Großkalibermunition her. 1943/44 wurde an der Göttinger Straße eine mehrstöckige Halle errichtet, deren Tragwerk ursprünglich für eine U-Boot-Fertigungshalle in der Nordwerft der Kriegsmarinewerft Wilhelmshaven vorgesehen war, die heute unter Denkmalschutz stehende „U-Boot Halle“.
Die Hanomag war noch nach Gleichschaltung durch die NSDAP-Betriebsleitung Mittelpunkt des sozialdemokratischen und kommunistischen Widerstandes in Hannover gegen das Naziregime. Hier wurden noch bis 1943 Flugblätter und Zeitungen gedruckt und verteilt, am 1. Mai Feiern und Aktivitäten im Untergrund geplant sowie Kontakte zu Auslandsvertretern der Parteien im Untergrund gehalten.
Nach 1945 befand sich in der Jacobsstraße 10 das sogenannte Büro Dr. Schumacher, von dem aus Kurt Schumacher nach dem Zweiten Weltkrieg die SPD wieder aufgebaut hat. Ein Stockwerk darüber befand sich das Büro der Kommunistischen Partei Deutschlands, die ebenfalls von hier aus wieder aufgebaut wurde.
Im Bahnhof Linden kam es am 22. Juni 1969 zum Zugunglück von Linden, bei dem eine Explosion von Bundeswehr-Munition vier Bundesbahnbeamte und acht Angehörige der Feuerwehr Hannover tötete.
Im Jahr 2012 lag der Ausländeranteil in Linden bei über 30 Prozent. Somit ist es eines der Viertel mit den höchsten Ausländeranteilen in Hannover.
2015 beging Linden sein 900-jähriges Jubiläum mit über das Jahr verteilten Veranstaltungen unter dem Motto „Linden am Fluss – Linden im Fluss“.

### Linden-Mitte
Linden-Mitte ist die Keimzelle Lindens und wird begrenzt durch die Fösse sowie Fössestraße und Spinnereistraße im Norden, die Ihme im Osten, Badenstedter Straße, Am Lindener Berge, Westschnellweg, Von-Alten-Allee und Deisterstraße im Süden sowie die Güterumgehungsbahn im Westen. Durch den Westschnellweg wird der Stadtteil in ein Gewerbegebiet im Westen und das Wohngebiet im Osten geteilt.

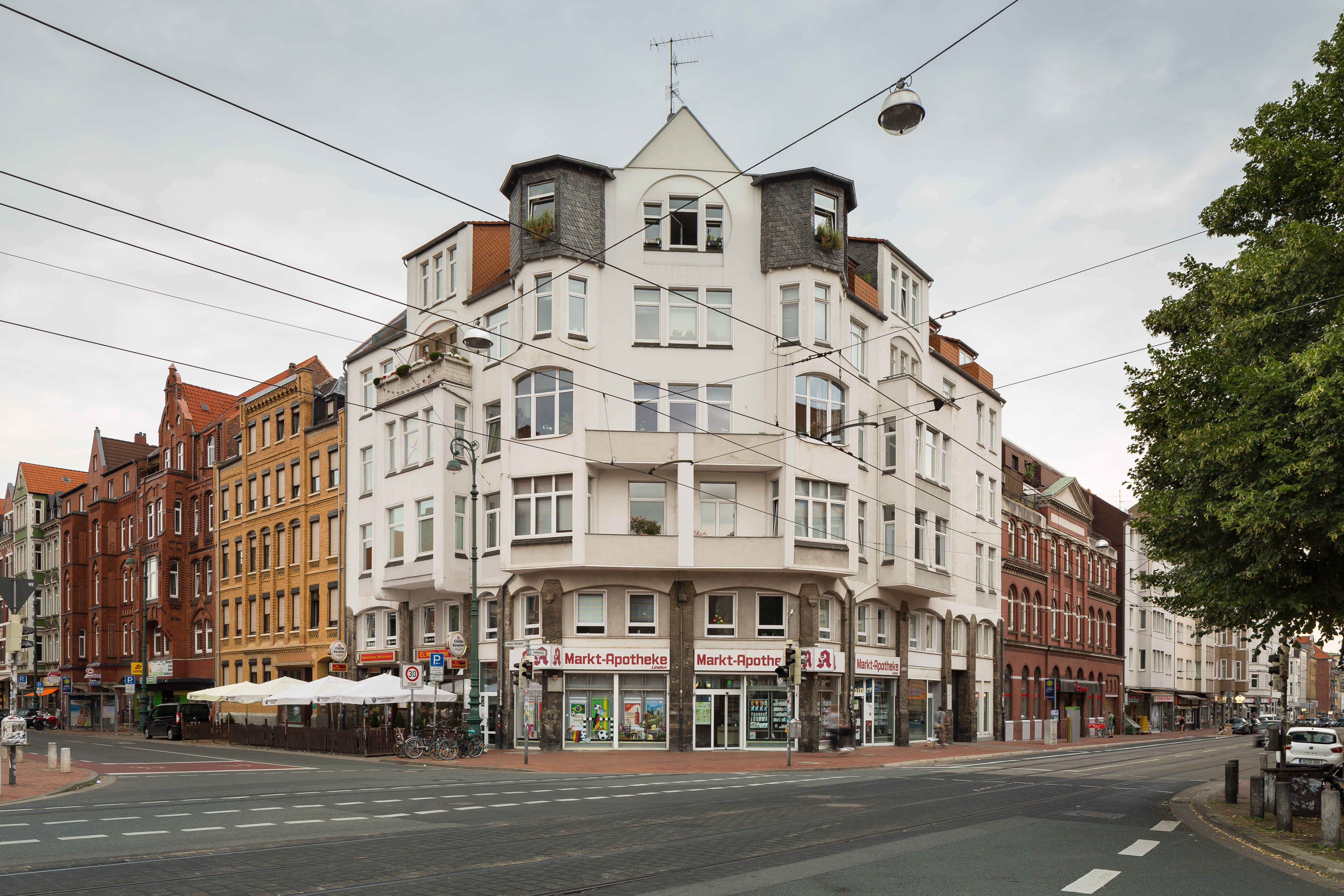
Geburtshaus von Hannah Arendt am Lindener Marktplatz 2 (weißes Eckhaus)

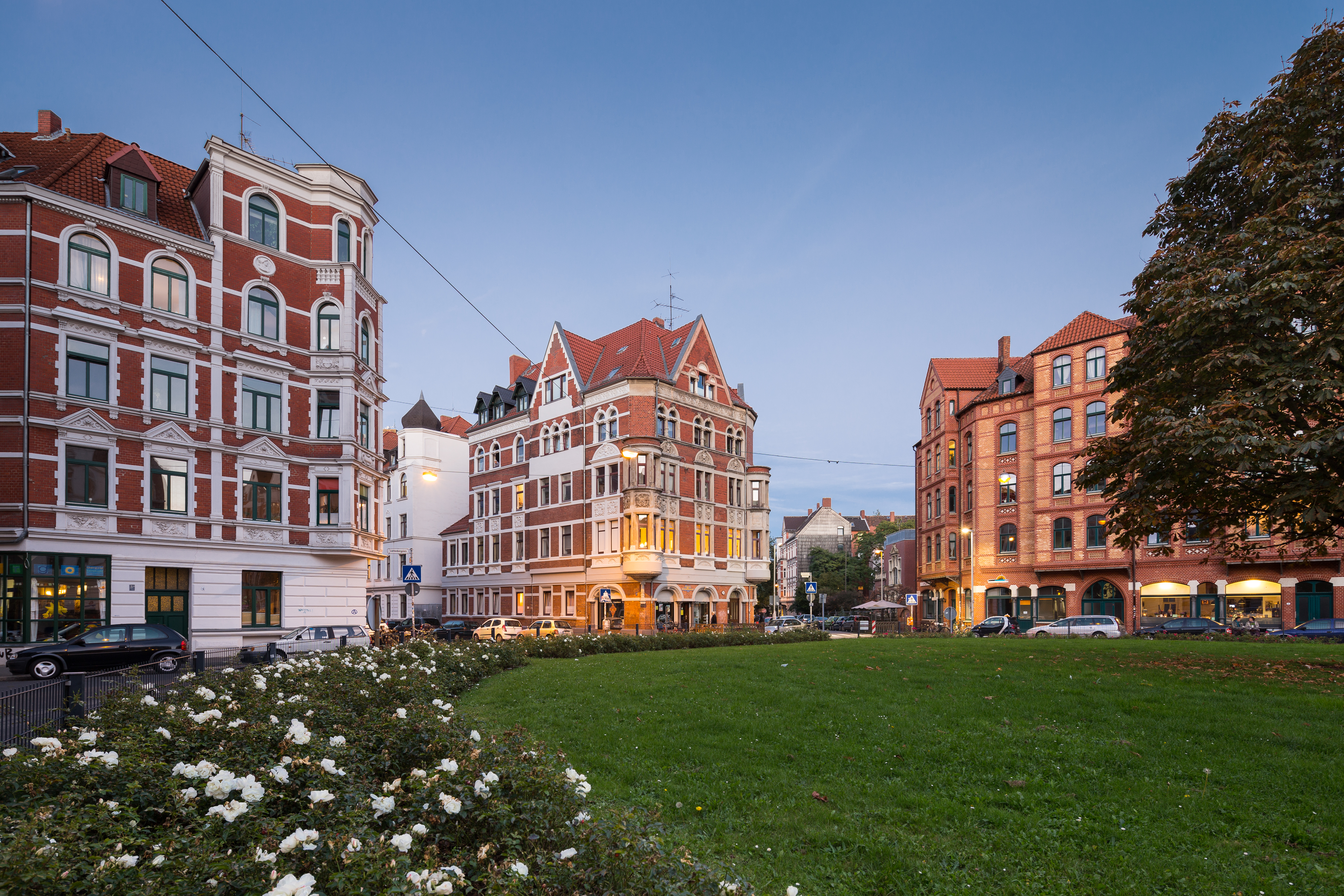
Lichtenbergplatz, im rechten Bildteil ist das ältere, gelbe Haus Nr. 2 zu erkennen

Mittelpunkt des Stadtteils ist der Lindener Marktplatz mit dem neuen Rathaus von 1899 (das alte befindet sich an der Deisterstraße), dem Nachtwächterbrunnen, den ältesten Straßenlaternen Hannovers (im Volksmund „Bischofsstäbe“ genannt), dem Geburtshaus der Philosophin und Politologin Hannah Arendt und einem dienstags und samstags stattfindenden Wochenmarkt. Die Stadtteilbibliothek Linden-Mitte mit großer Kinder- und Jugendabteilung ist im neuen Rathaus untergebracht. Der Platz und seine Umgebung sind in großen Teilen durch Gründerzeithäuser geprägt, zum Beispiel in Wittekind-, Haasemann- und Beethovenstraße sowie am Pariser Platz. Der Lichtenbergplatz ist ein Platz aus der vorletzten Jahrhundertwende in Hannover, dessen angrenzende Häuser vor allem der Repräsentation dienen sollten.:131 Ihre Fassaden zieren figürliche und pflanzliche Motive und wirken dadurch plastisch. Als Fassadenmaterial diente vorwiegend roter Verblendziegel mit einer Putzgliederung. Stilistisch orientieren sich die Häuser an der Weserrenaissance und dem Barock. Davon ausgenommen ist das ältere Haus Nr. 2, dessen gelbe Ziegelflächen mit roten Zierbändern eher der Hannoverschen Architekturschule entsprechen.:131
Die seit 1500 am Schwarzen Bären bestehende Ihme-Brücke war lange Zeit die einzige Verbindung zwischen Hannover und Linden. Die 1992 nach Benno Ohnesorg benannte Brücke wurde in einer fünfjährigen Bauphase von 2008 bis 2013 durch einen Neubau ersetzt. Dieser ist nun mit einem Hochbahnsteig für die Stadtbahn ausgestattet und ersetzt die vorigen Stationen, welche direkt am Schwarzen Bär lagen.
An der Falkenstraße wurde 1884 das erste Gymnasium in Linden gegründet, die heutige Helene-Lange-Schule. Die IGS Linden am Fuße des Lindener Berges wurde 1971 als erste Integrierte Gesamtschule Hannovers gegründet.
Das Haus Minister-Stüve-Straße 14 ist nach Plänen der Architektengemeinschaft „Marquard & Michaelis“ errichtet worden.
Die St.-Martins-Kirche ist die älteste Kirche Lindens, von der nur der Kirchturm den Zweiten Weltkrieg unbeschädigt überstanden hat. An sie schließt sich der Von-Alten-Garten an, der ursprünglich als Barockgarten angelegt wurde. Die katholische Pfarrkirche ist St. Godehard.
Auf dem Gelände der 1961 stillgelegten Mechanischen Weberei wurde Anfang der 1970er Jahre im Stil des Brutalismus das Ihme-Zentrum als Einkaufs-, Wohn- und Bürozentrum gebaut. Angrenzend auf der anderen Seite der Blumenauer Straße wurde auf dem früheren Gelände der Lindener Aktien-Brauerei eine Reihenhaussiedlung, das Gilde Carré, errichtet.

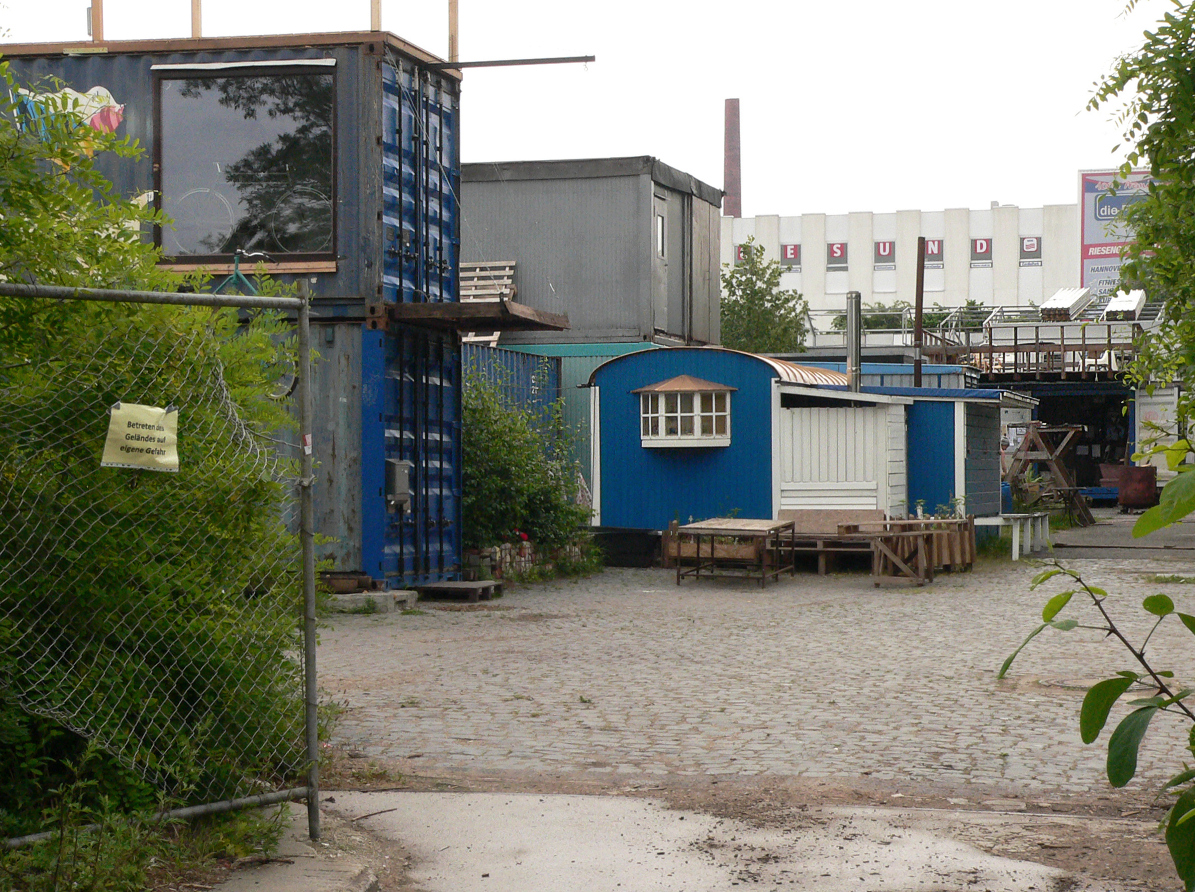
Gelände des Platzprojektes

Der an der Grenze zu Linden-Nord liegende Platz Küchengarten (früher ein Nutzgarten der Welfen) wurde neu gestaltet. Hier wird das Lindener Schützenfest gefeiert. Hier befindet sich in einem ehemaligen städtischen Badehaus das Theater am Küchengarten (TAK). Auf dem Lindener Berg, der zweithöchsten natürlichen Erhebung Hannovers nach dem Kronsberg, befinden sich auf dem Wasserhochbehälter die Volkssternwarte Hannover und gegenüber in einem ehemaligen Jugendhaus der Jazz Club Hannover. Im selben Gebäude spielt das „Mittwoch-Theater“. Der Lindener Bergfriedhof wurde 1862 angelegt und 1965 außer Dienst gestellt. Hier steht seit 1914 der barocke „Küchengarten-Pavillon“. Seit 2004 findet alljährlich Ende März/Anfang April während der Scilla-Blüte ein Blütenfest unter dem Motto „Das Blaue Wunder“ statt.
Im westlich des Westschnellwegs gelegenen Gewerbegebiet liegt am Stichkanal Linden der Lindener Hafen. Hier haben Betriebe der chemischen Industrie (Kleber- und Kleisterproduktion), Recyclingbetriebe, metallverarbeitende Unternehmen und Speditionen ihren Sitz. Seit dem Jahre 2014 findet sich in dem Gebiet das vom Bundesinstitut für Bau-, Stadt- und Raumforschung geförderte Platzprojekt als Experimentierfeld für städtische Entwicklung.
In der Nähe des Fössebades hat der im Rugby erfolgreiche TSV Victoria Linden seinen Sportplatz.

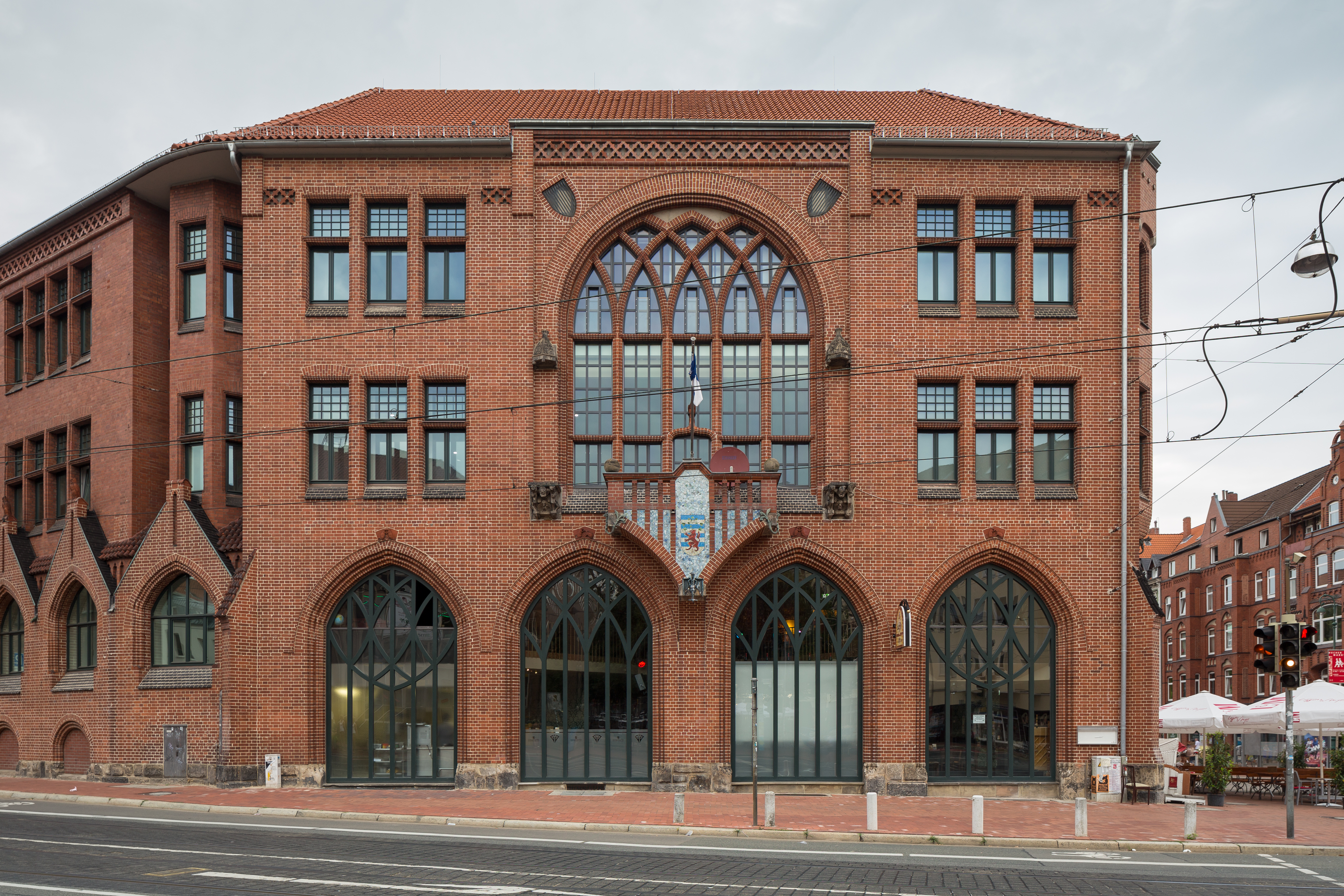
Rathaus am Lindener Marktplatz
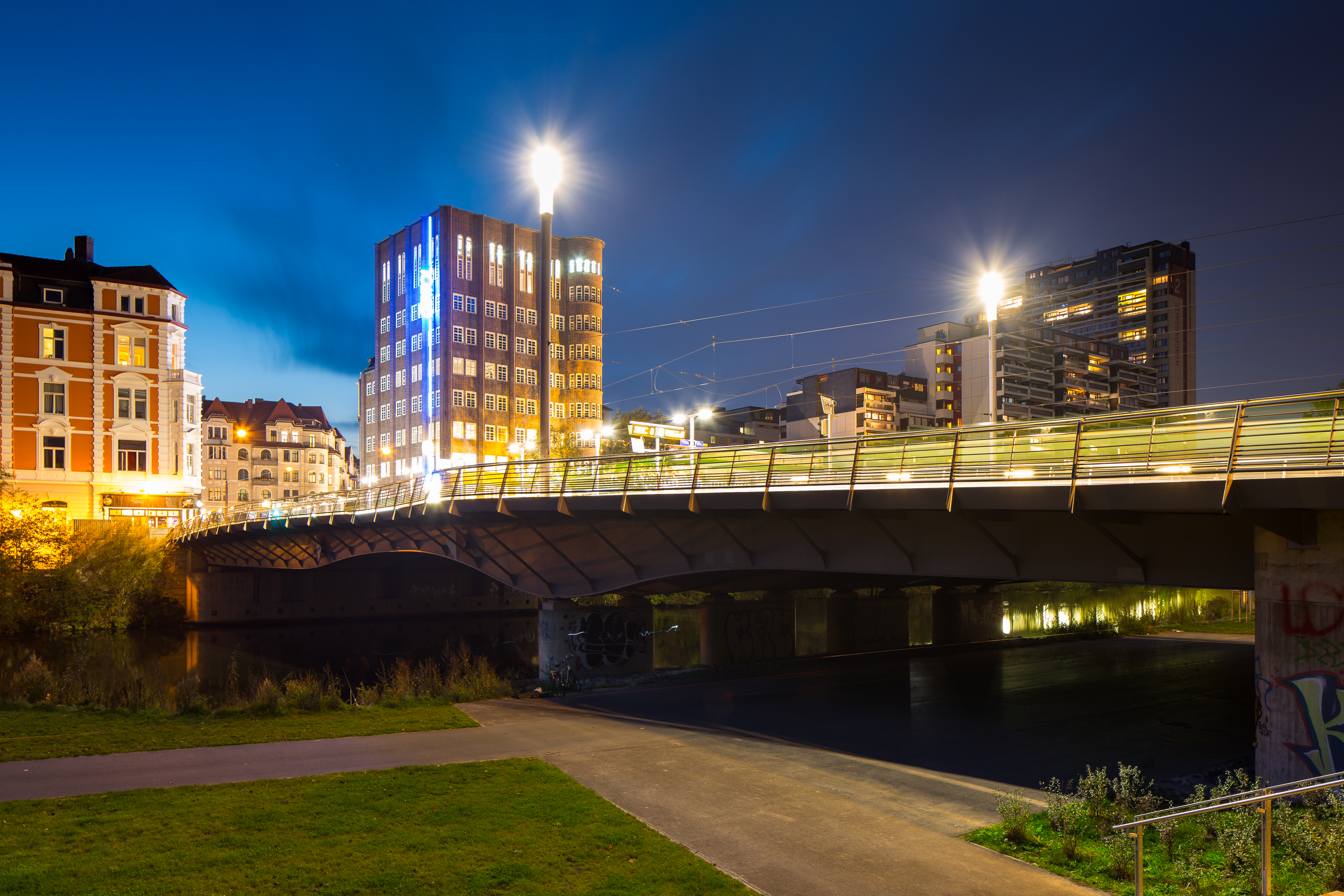
Neue Benno-Ohnesorg-Brücke am Schwarzen Bär über die Ihme
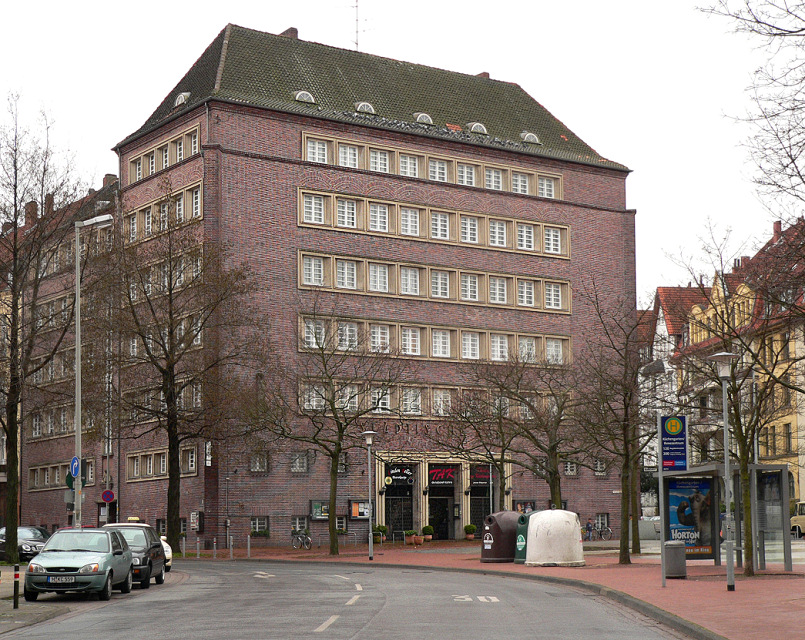
Theater am Küchengarten (TAK) im ehemaligen städtischen Badehaus
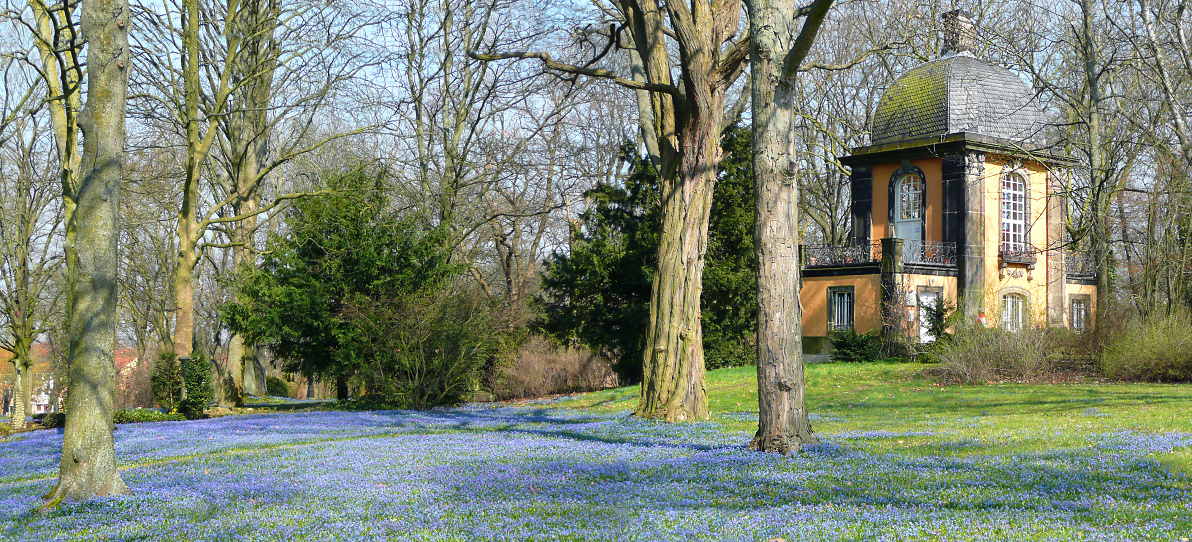
Scilla-Blüte auf dem Lindener Bergfriedhof
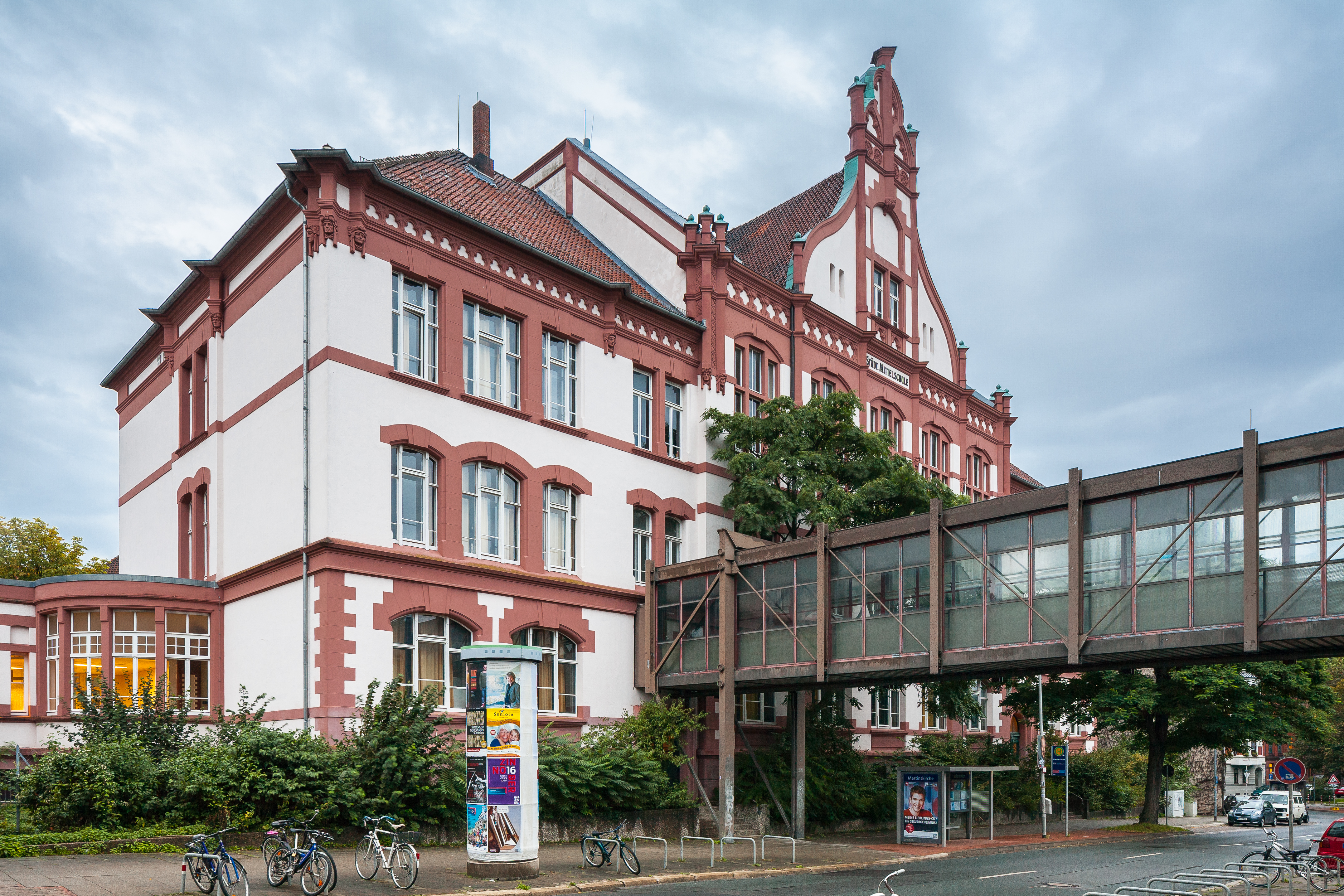
Gebäude der IGS Linden, der ersten integrierten Gesamtschule in Hannover

### Linden-Nord
Linden-Nord wird begrenzt durch Leine und Ihme im Norden und Osten, Spinnereistraße und Fössestraße im Süden sowie den Westschnellweg im Westen.
Die Hauptachse des Stadtteils ist die Limmerstraße. Entlang der überwiegend als Fußgängerzone ausgewiesenen Geschäftsstraße gibt es viele Gaststätten und Läden. In einem Hinterhof befindet sich das 1908 gegründete Apollokino der Familie ter Horst, eines der ältesten Vorstadtkinos Deutschlands. In ihm begann der spätere Cinemaxx-Gründer Hans-Joachim Flebbe seine Karriere. Des Weiteren gibt es in Linden-Nord das Kulturzentrum FAUST mit dem Bürgerfunk radio flora.
Im Stadtteil haben viele Einwohner einen Migrationshintergrund. Wegen der Nähe zur Universität und zur Hochschule Hannover ist er zugleich ein bevorzugter Wohnort von Studenten.
Das Freizeitheim Linden ist die erste Einrichtung seiner Art in Deutschland. In ihm befand sich bis 2013 eine Stadtteilbibliothek mit einer großen Kinder- und Jugendabteilung, die Bestände wurden in die umgebaute und erweiterte Stadtbibliothek im Lindener Rathaus transferiert. Bethlehemkirche und Gerhard-Uhlhorn-Kirche gehören zur Ev.-luth. Kirchengemeinde Linden-Nord, die St.-Benno-Kirche zur katholischen Gemeinde. In der Fössestraße befindet sich eine Moschee des Türkischen Kulturzentrums.
Seit August 1983 findet alljährlich am Mündungsufer der Ihme in die Leine das Fährmannsfest statt, ein Musik- und Kulturfest. Das Fest ist nach der Fähre benannt, die einst Linden mit Hannover verband. Auf der Dornröschenbrücke, die den Stadtteil mit der angrenzenden Nordstadt verbindet, findet jährlich eine Gemüseschlacht statt.
Im August 1962 ging das von den Stadtwerken Hannover betriebene Heizkraftwerk Linden ans Netz. Es stellt über die Stromerzeugung hinaus die Ausgangsbasis für das rund 280 Kilometer umfassende Fernwärmenetz Hannovers dar (Stand: 2007). Anfangs mit Steinkohle betrieben, wurde 1990 auf Erdgasfeuerung umgestellt. Wegen der drei Kesselhäuser mit den hohen Schornsteinen hat das Werk den Spitznamen „Die drei warmen Brüder“. Nach Abschluss von Entkernungs- und Modernisierungsmaßnahmen wurde im Jahr 1998 eine Gas- und Dampf-(GuD)-Turbinenanlage in Betrieb genommen.
In Linden-Nord wurde eine der ersten Fahrradstraßen Hannovers eingerichtet.

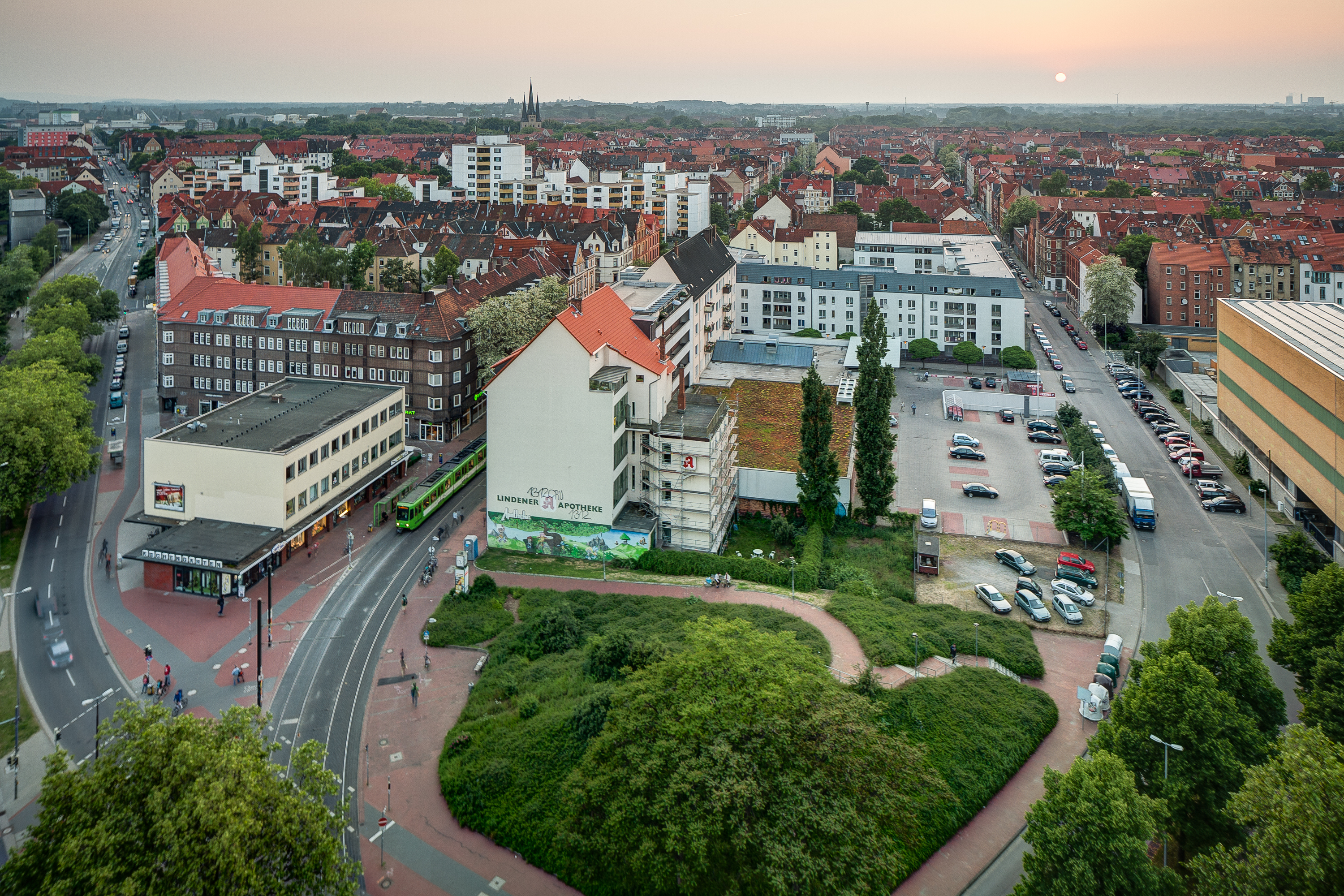
Linden-Nord, im Vordergrund der Küchengarten
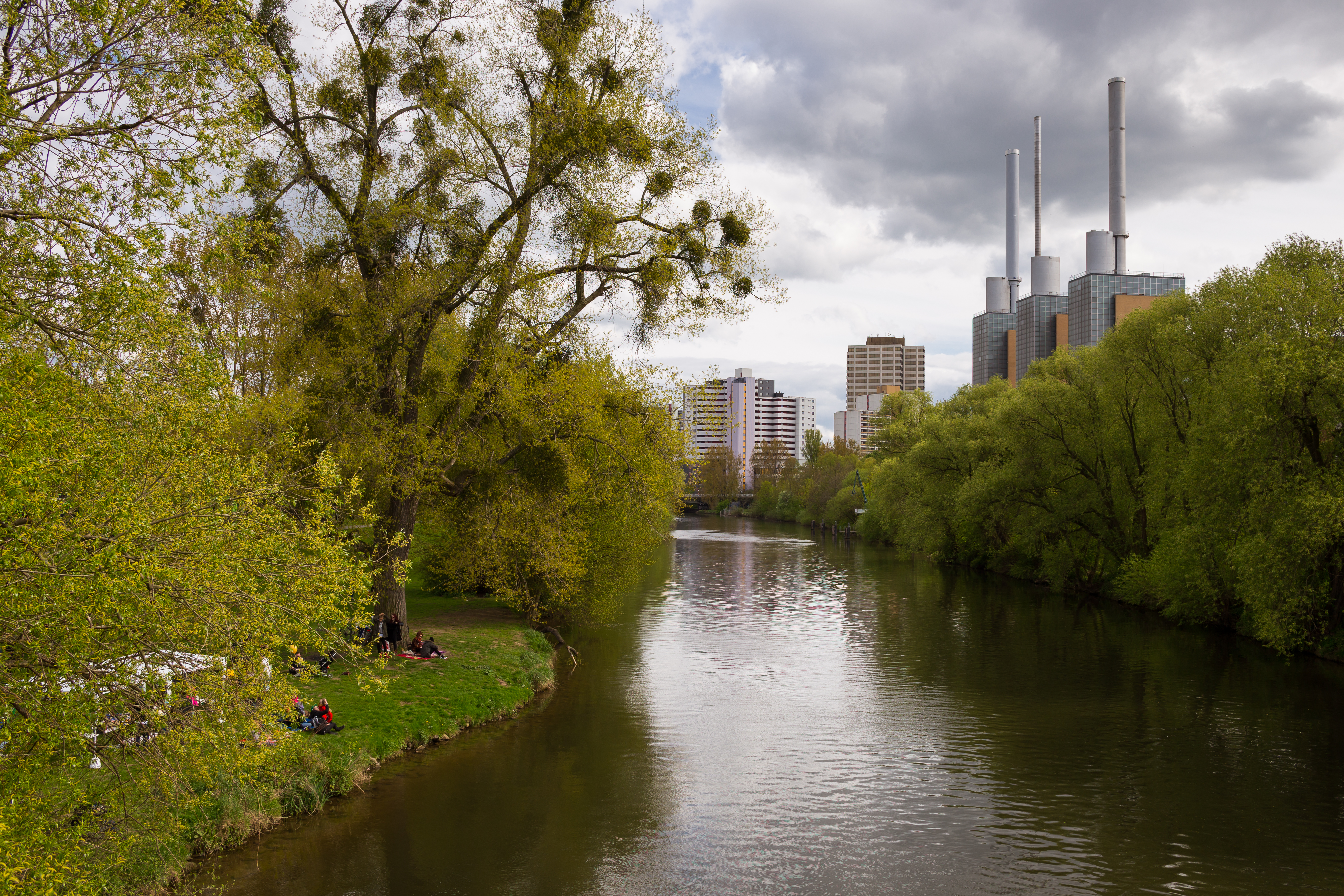
Die Ihme und das Heizkraftwerk Linden
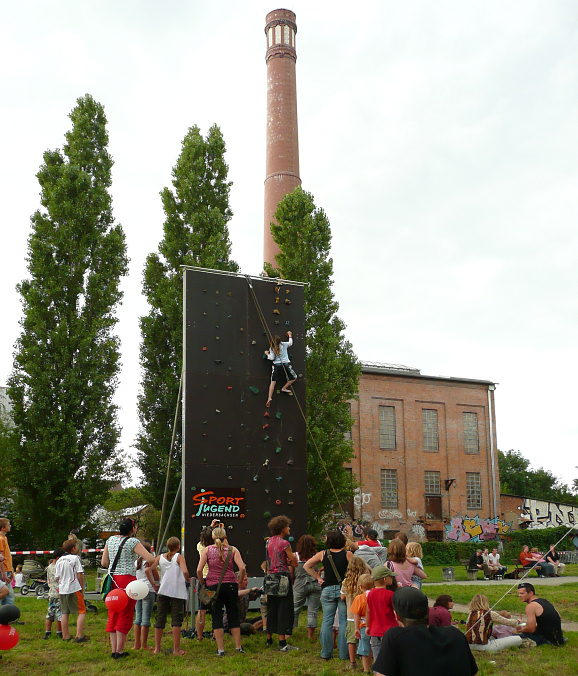
Fährmannsfest
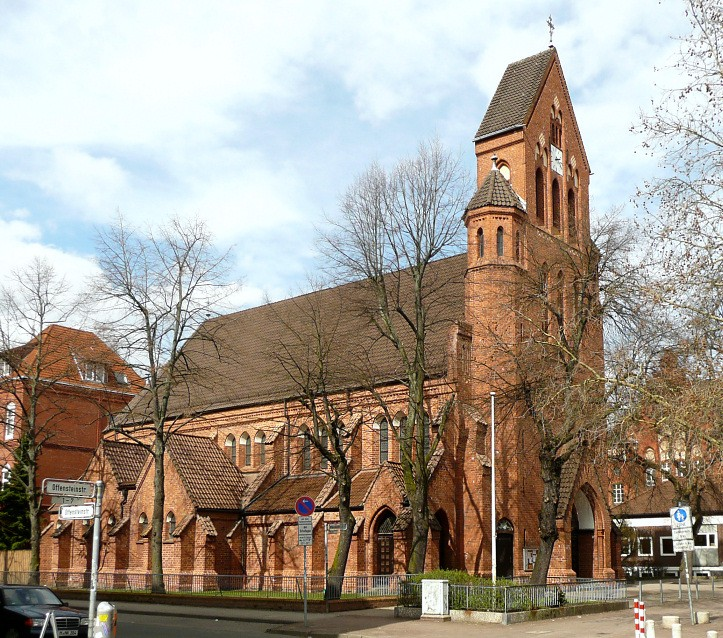
St.-Benno-Kirche

### Linden-Süd

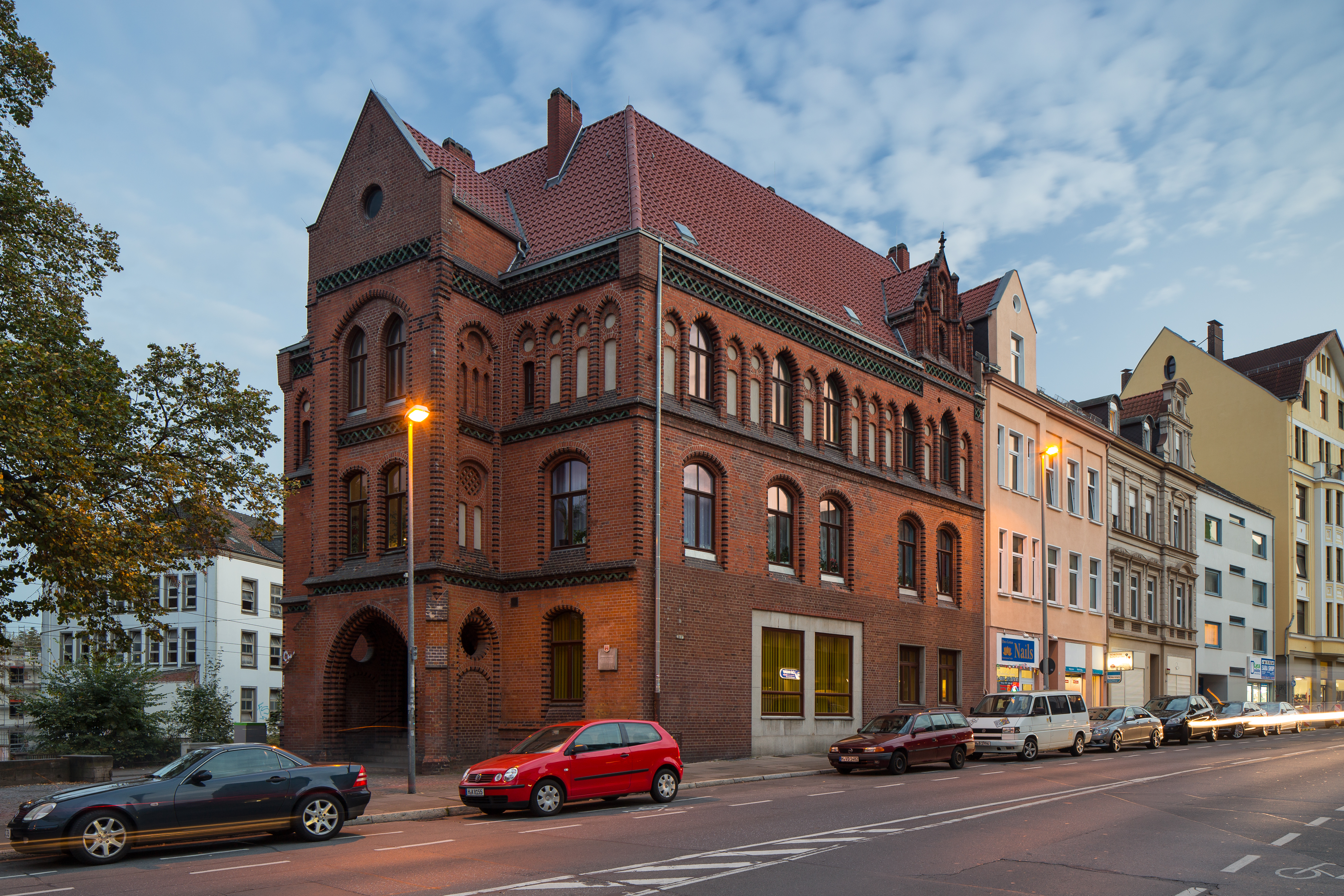
Altes Rathaus an der Deisterstraße, Zustand nach dem Krieg

Linden-Süd wird begrenzt im Norden durch die Straßen Am Lindener Berge, Westschnellweg, Von-Alten-Allee und Deisterstraße (bis Schwarzer Bär), im Osten durch die Ihme, im Süden durch die Bahnstrecke Hannover–Altenbeken und im Westen durch die Straße Am Ihlpohl, einer früheren Bahntrasse zum ehemaligen Güterbahnhof Küchengarten.
Mit den öffentlichen Verkehrsmitteln ist Linden-Süd über Busse, die Stadtbahn Hannover mit den Haltestellen Schwarzer Bär, Allerweg, Stadionbrücke und Hannover-Linden Fischerhof und über drei S-Bahnlinien am Bahnhof Hannover-Linden Fischerhof angebunden. Mit einer S-Bahnlinie besteht ein direkter Anschluss zum Flughafen Hannover. Des Weiteren stehen mehrere Car-Sharing- und Ride-Sharing Angebote im Stadtteil zur Verfügung. Über die angrenzenden Deister-, Ricklinger- und Landwehrkreisel ist Linden-Süd an mehrere Schnellwege in der Region Hannover angeschlossen.
Im nördlichen Teil der Deisterstraße hat die Gemeinde Linden ihr erstes Rathaus im Jahr 1882 gebaut, damals das vorläufige Zentrum der Stadt. Christoph Hehl lieferte den Entwurf. Das 1884 eingeweihte Gebäude entstand an der Gabelung von Deister- und Ricklinger Straße, städtebaulich wirksam auf ansteigendem Gelände. Der dreigeschossige, gotisierende Ziegelbau hat einen trapezförmigen Grundriss. Die üppige Dachlandschaft wurde im Zweiten Weltkrieg fast vollständig zerstört und anschließend nicht rekonstruiert. Die anspruchsvolle Gliederung lässt sich aber heute noch am Galerie-artigen dritten Geschoss erkennen, ebenso an der Vorhalle und den zierlichen Fenstern des früheren Ratssaals an der Ostseite. Die Deisterstraße, auch „Deisterkiez“ genannt, zeichnet sich heute durch eine Vielzahl an Ateliers, Restaurants und Geschäften aus.
Im nordwestlichen Bereich befindet sich der Lindener Berg mit dem denkmalgeschützten Lindener Turm, dem ältesten erhaltenen Bauwerk Lindens, sowie der Volkssternwarte, dem Wasserhochbehälter und dem Lindener Bergfriedhof mit dem Friedensengelbrunnen und dem Küchengartenpavillon. Auf dem Lindener Berg wurden weitreichende Fossilienfunde von Carl Struckmann gemacht. Das bekannteste Exponat, das vollständige Skelett einer Brückenechse, ist u. a. im Landesmuseum Hannover ausgestellt. Heute ist der Lindener Berg durch Kleingärten geprägt. Erstmals im Jahr 1909 erwähnt, umfasst der Kleingartenverein Linden e. V. acht Kolonien. Weitere Highlights am Lindener Berg sind die Villa Osmers – auch „Lindener Schlösschen“- genannt, das Mittwoch:Theater Hannover und der Jazz-Club Hannover. Am Fuße des Lindener Bergs befindet sich das Stadion am Lindener Berg, in dem der Sportverein von 1907 Linden e. V. - „Linden 07“ – seine fußballerische Heimat hat.
In der Nähe des Allerwegs und des Deisterplatzes befindet sich das nach dem früheren Wurstfabrikanten Fritz Ahrberg benannte Ahrbergviertel. Es ist der kulturelle Mittelpunkt der spanisch-stämmigen Bewohner der Region Hannover. Dieses spiegelt sich auch in der offiziellen Straßenbenennung – „Plaza de Rosalia“ – und der Ansiedlung des galizischen Kulturvereins Centro Galego e. V. wider. Des Weiteren befinden sich im Ahrbergviertel das schwedische Honorarkonsulat in Hannover, Ateliers, Gastronomie, ein Hotel und das „Tanzhaus im Ahrbergviertel“. Am Allerweg liegt die Erlöserkirche. Sie ist als Gospelkirche Hannover über die Stadt hinaus bekannt. Die Empore entlang des Kirchenschiffes wird regelmäßig als Café und nach Veranstaltungen als „Gospelkneipe“ vom Förderverein betrieben.
Im Westen des Stadtteils liegt das frühere Hanomag-Gelände. In den Werkshallen der 1871 gegründeten „Hannoverschen Maschinenbau Actiengesellschaft“ (Hanomag) wurden bis zum Konkurs 1983 Landmaschinen, Lastwagen und Lokomotiven gebaut. 1989 übernahm der japanische Konzern Komatsu einen Teil des ehemals großen Firmengeländes und produziert dort weiterhin Baumaschinen. Das restliche Gelände ist durch Einzelhandel (u. a. Baumärkte, Fahrradhandel) und Bürogebäude (Zentraler Kriminaldienst Hannover, Telekom) bestimmt. Die Baudenkmäler des Hanomag-Firmengeländes werden als „bedeutendes Beispiel für die deutsche Industriearchitektur im späten 19. und frühen 20. Jahrhundert“ bezeichnet. Mehrere Gebäude, darunter das Direktionsgebäude, die Direktorenvilla, Fabrikhallen u. a. die „U-Boot-Halle“ und das Beamtenwohnhaus stehen unter Denkmalschutz.
Südlich an der Ricklinger Straße befindet sich die Humboldtschule. Im Jahr 1899 gegründet und seit 1962 ansässig, ist die Humboldtschule mit circa 1.000 Schülern eines der größten und traditionsreichsten Gymnasien Hannovers. Seit 2021 wird das Gymnasium saniert und erweitert. Der Ruder-Verein Humboldtschule Hannover e. V. hat sich 2004 gegründet und ist an der Humboldtschule beheimatet. In direkter Nachbarschaft an der Petristraße befindet sich die offene Ganztagsschule Egestorff, benannt nach dem Hanomag-Gründer Georg Egestorff.
Im Süden befindet sich der Bahnhof Hannover-Linden/Fischerhof an der Grenze zum Nachbarstadtteil Ricklingen. Hier lag die 1888 gegründete Kaiser-Brauerei, die in den 1980er-Jahren stillgelegt wurde. Die Gebäude wurden unter dem Namen „Kaiser-Center“ für Sport- und Spielaktivitäten nachgenutzt. Im Jahr 2021 erfolgte der Abriss für das BOB.Hannover Fischerhof, ein Bürogebäudekomplex mit aktuellsten Klimaschutz- und Umweltstandards. Das BOB.Hannover wird nach Angaben des Unternehmens das bis dato energieeffizienteste Bürogebäude Hannovers sein.
Im südöstlichen Bereich, am Ricklinger Stadtweg befindet sich der Campus Linden der Hochschule Hannover mit der Fakultät Elektro- und Informationstechnik, Teilen der Fakultät Maschinenbau und Bioverfahrenstechnik, Wirtschaft und Informatik sowie zahlreichen Institutionen der Hochschule. Zum studiennahen Wohnen wurden im Jahr 2020 in unmittelbarer Nähe Studierendenappartements angesiedelt.
Östlich der Ritter-Brüning-Straße finden sich die Sportplätze des Sportparks Hannover. Hinter dem Campusgelände, an der Stamme-Straße, befinden sich das Vereinsgelände des 1897 Linden e.V., der ursprünglich als Rugby-Verein gegründet wurde. Der Verein ist u. a. durch sein American-Football-Team die „Hannover Grizzlies“ bekannt, dessen home field an der Stamme-Straße / Ecke Lodemannweg liegt. In direkter Nachbarschaft liegt das Vereinshaus des LSV Alexandria von 1903 e. V. Der Verein war nach seiner Gründung im Breitensport, mit erfolgreichen Teams im Rugby und Fußball, tätig. Heute beheimatet er mehrere Fußballmannschaften. An der Ecke Stamme-Straße / Stadionbrücke liegt das Vereinsheim des SC Elite Hannover e. V. Der 1921 gegründete und 1927 als Rugby Club Elite bekannte Verein hat heute u. a. mehrere Sparten im Bereich Fußball, Boxen, Dart und Gewichtheben. An der Ecke Ritter-Brüning-Straße / Ecke Stadionbrücke befindet sich seit 2018 das Vereinszentrum des Hannover 96 e. V. mit mehreren Sporthallen, Außensportfeldern und Fitnessstudio. Der Sportpark Hannover erstreckt sich jenseits von Linden-Süd über die Ihme und beinhaltet u. a. das Stadion von Hannover 96, den Olympiastützpunkt, das Stadionbad, den Behinderten-Sportverband Niedersachsen e.V. und die Sportstätten des 1878 gegründeten Vereins „Hannover 78“, aus dem sich der Fußballverein Hannover 96 abspaltete.
An der Ecke Stadionbrücke / Ritter-Brüning-Straße befindet sich das zum Klinikum Region Hannover gehörende Klinikum Siloah. Die Gebäude der 50er- und 60er-Jahre wurden Mitte 2014 durch einen Neubau ersetzt. Das Klinikum wurde mit dem Klinikum Oststadt-Heidehaus zum Klinikum Mitte zusammengelegt und die seit April 2011 zur MHH gehörende Hautklinik Linden auf deren Gelände verlegt. Auf dem Gelände befindet sich des Weiteren eine ambulante Bereitschaftspraxis der Kassenärztlichen Vereinigung. Die historischen Gebäude an der Ritter-Brüning-Straße stehen unter Denkmalschutz.
Im nordöstlichen Bereich des Stadtteils an der Ecke Ritter-Brüning-Straße / Roesenbeck-Straße / Aue-Straße sind das Niedersächsische Landesgesundheitsamt und das Niedersächsische Landesamt für Bezüge und Versorgung angesiedelt.
Direkt gegenüber an der Ihme gelegen befindet sich das Vereinshaus des Deutschen Ruder-Clubs von 1884. Der DRC brachte u. a. den Goldmedaillengewinner Wolfgang Hottenrott im Deutschland-Achter bei den Olympischen Spielen in Mexiko 1968 hervor.
Hier liegt auch der 2016 unter Bürgerbeteiligung entstandene Stadtteilpark Linden-Süd, der sich durch Sport- und Freizeitanlagen u. a. einer Parcours-Anlage, einem Basketballfeld und einem Bootsanleger hervorhebt. Die Parkanlage ist mit 1,6 Hektar die größte Grünfläche des Stadtteils. Das Wege- und Wassernetz entlang der Ihme in Linden-Süd verbindet die Naherholungsgebiete der Ricklinger Kiesteiche im Süden, den Maschsee im Osten und die Herrenhausener Gärten im Norden und ist Teil des Radwegenetzes der Region Hannover.

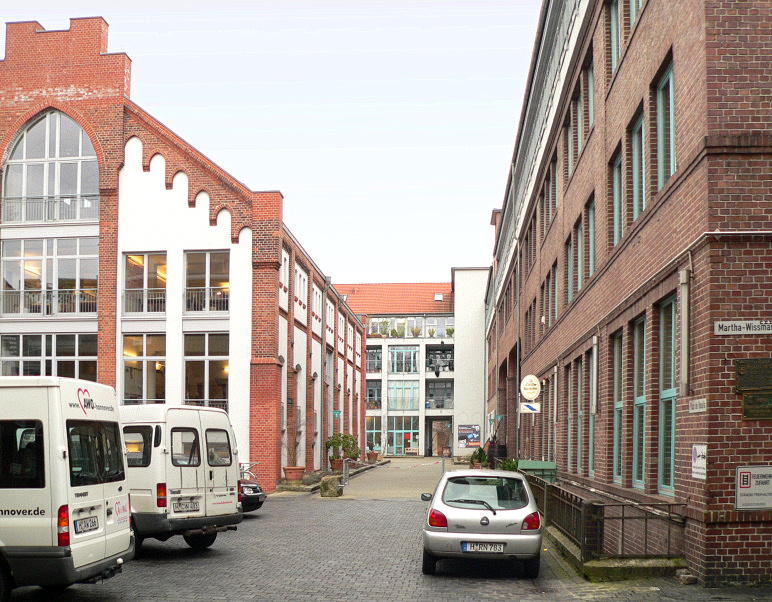
Blick in das Ahrbergviertel
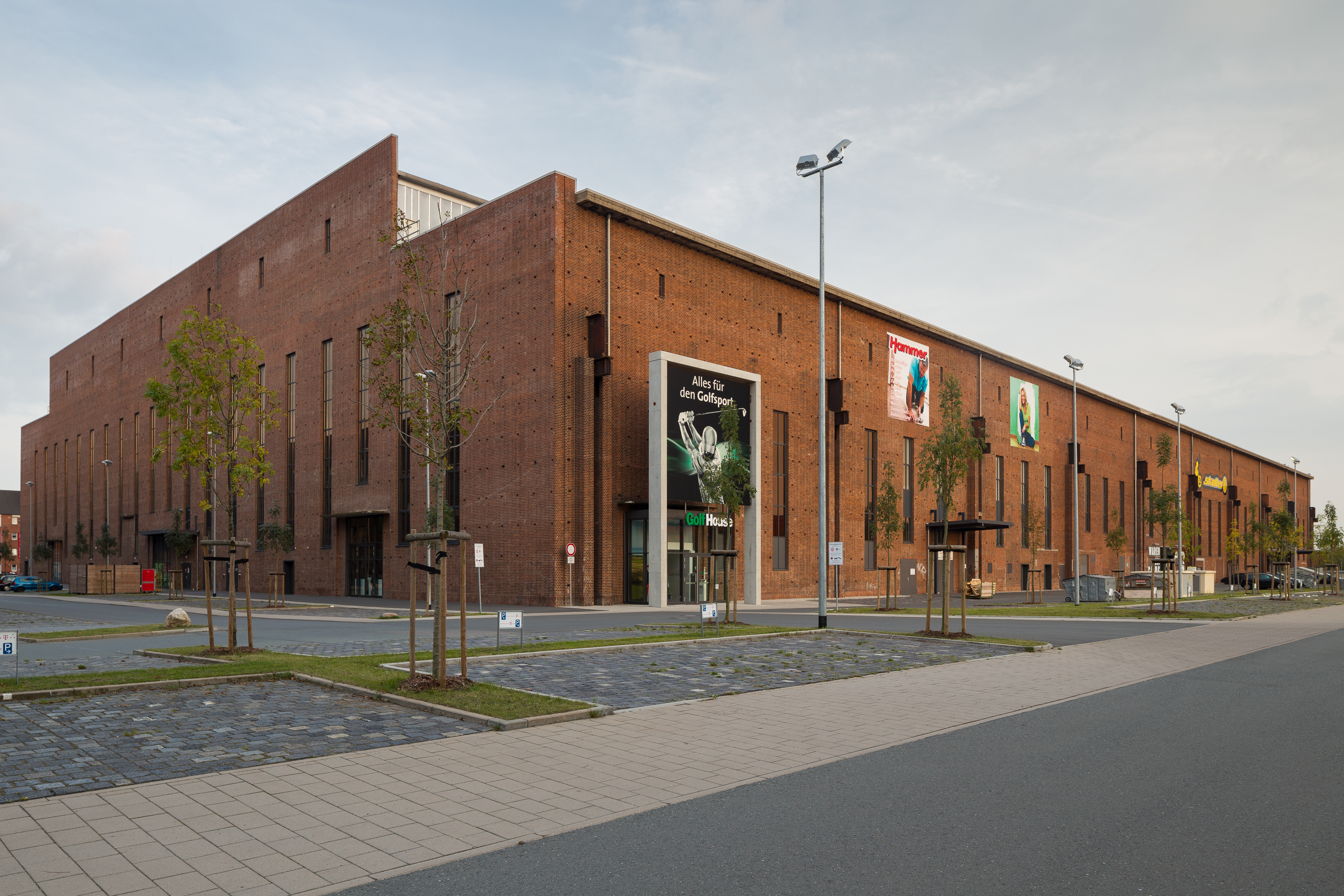
Sanierte, vom Einzelhandel genutzte „U-Boot-Halle“ auf dem Hanomag-Gelände
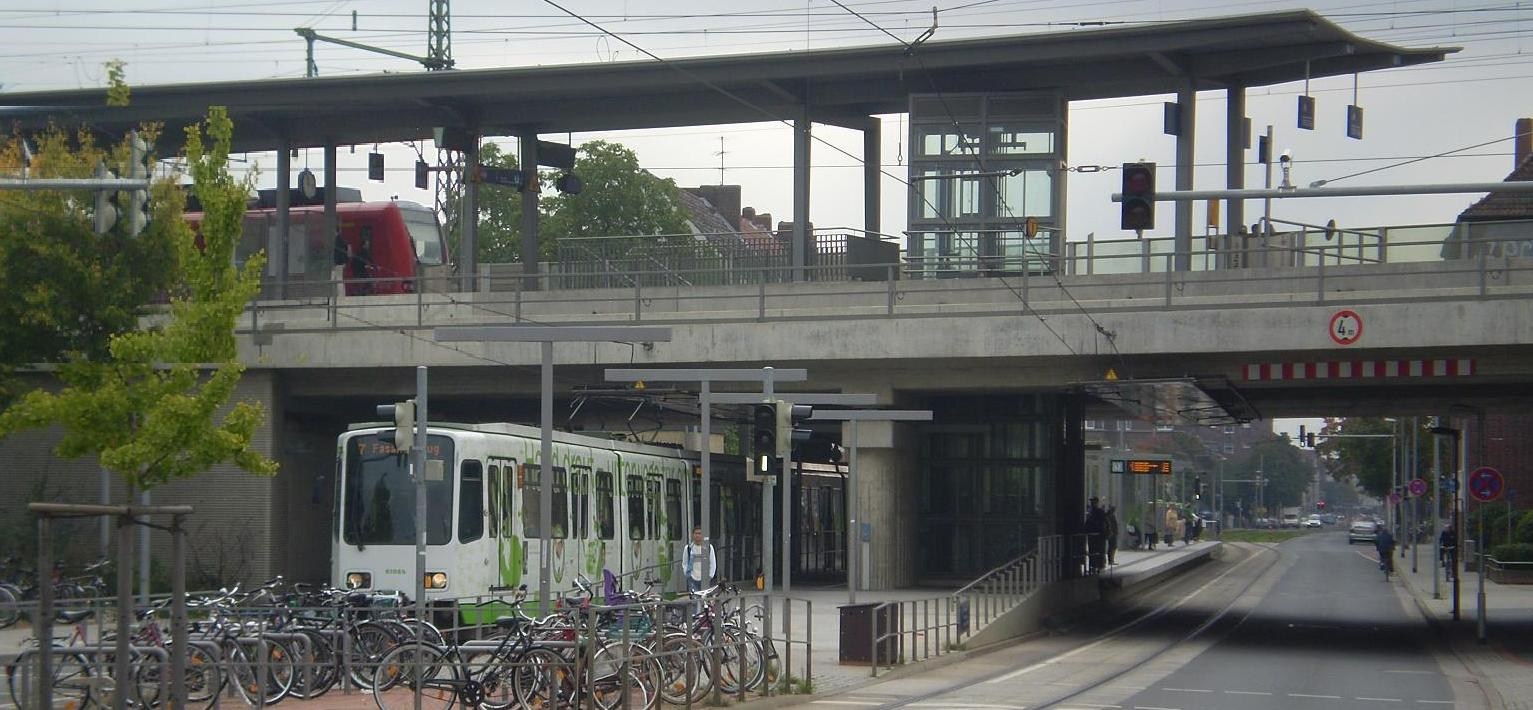
Bahnhof Hannover-Linden/Fischerhof: oben S-Bahn, unten Stadtbahn
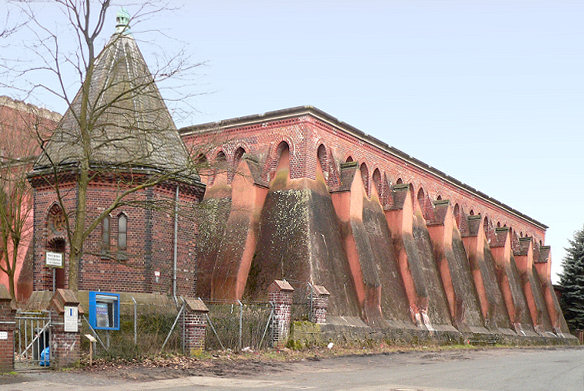
Wasserhochbehälter auf dem Lindener Berg
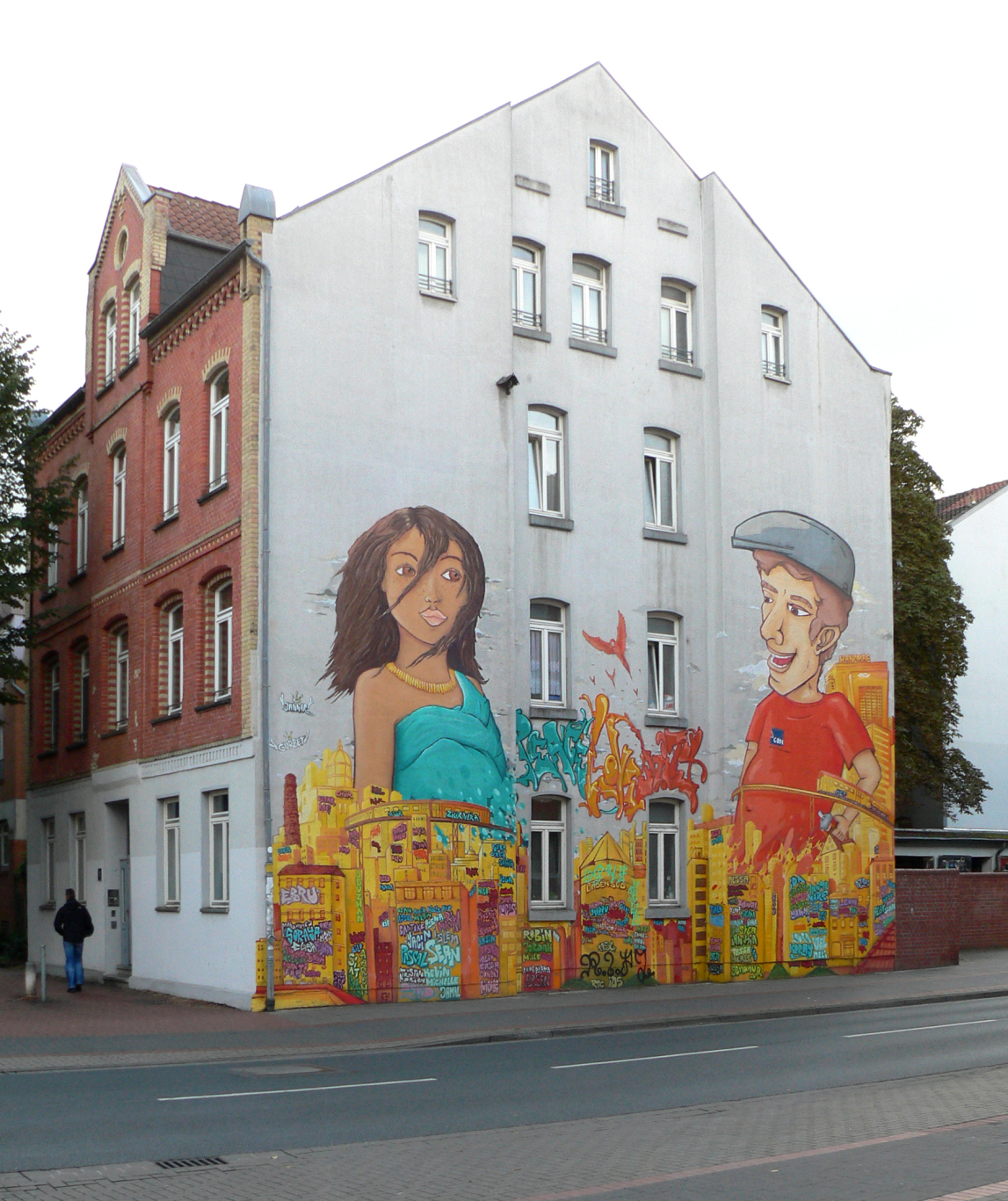
Wandmalerei am Allerweg

### Persönlichkeiten
- Johann Egestorff und sein Sohn Georg Egestorff setzten den Grundstein für die spätere Hanomag.
- Fritz Hurtzig (1825–1897), Industrieller und Wirtschaftsführer, wurde in Linden geboren.
- Claus Meyer (1856–1919), Maler, wurde in Linden geboren.
- Wilhelm Eggers (1867–1952), Pädagoge, Senator und Vater der hannoverschen Kleingärten, wurde in Linden geboren.
- Alexander Müller (1871–1932), Apotheker und Unternehmer, wurde in Linden geboren.
- Der Bildhauer Georg Herting (1872–1951) schuf neben zahlreichen Werken in Hannover-Mitte auch das Egestorff-Denkmal am Lindener Berg und das Arbeiterstandbild am Hanomag-Fabrikgebäude.
- Die Pädagogin Cläre Lehmann (1874–1942) wurde in Linden geboren.
- Georg Lichtenberg war 1885 der erste Bürgermeister der Stadt Linden.
- Karl Reinecke-Altenau (1885–1943), Künstler und Lehrer am Kaiserin Auguste Victoria Gymnasium (heutige Helene Lang Schule). Lebte von 1912 bis 1938 in Linden.
- Heinrich Hartmann (1875–1931), deutscher Landwirt und Politiker
- Wilhelm Offenstein (1889–1964), Theologe und Generalvikar des Bistums Hildesheim sowie Politiker (Zentrum), in Linden geboren.
- Carola Toelle (1892–1958), Schauspielerin, in Linden geboren.
- Hans-Otto Borgmann (1901–1977), Komponist, in Linden geboren.
- Karl Rüter (1902–1986), Maler, in Limmer geboren.
- Fritz Ahrberg eröffnete 1896 seine Fleischerei in Linden, aus der sich eine Fleisch- und Wurstfabrik entwickelte.
- Der langjährige hannoversche Bürgermeister August Holweg wurde 1905 in Linden geboren.
- Die Philosophin Hannah Arendt wurde 1906 am Lindener Marktplatz geboren.
- Der Kunsthistoriker Friedrich Thöne wurde 1907 in Linden geboren.
- Der Orchesterleiter Corny Ostermann wurde 1911 in Linden geboren.
- Der Fußball-Nationalspieler Willi Fricke wurde 1913 in Linden geboren.
- Rudolf Hillebrecht machte 1928 an der heutigen Helene-Lange-Schule sein Abitur.
- Rudolf Augstein besuchte von 1933 bis 1939 die heutige Helene-Lange-Schule.
- Der Schlosser Wilhelm Bluhm engagierte sich zu Beginn der Zeit des Nationalsozialismus in der Widerstandsbewegung Sozialistische Front.
- Uri Avnery besuchte bis 1933 die heutige Helene-Lange-Schule.
- Der Fahrlehrer Edgar Heidorn (1941–2020) war zweimaliger Deutscher Meister im Ruder-Einer.
- Der Schriftsteller Adam Seide wurde in der Franzstraße geboren und wuchs in Linden auf (wovon sein Roman Im Zustand wie gesehen handelt).
- Der Lindener Gastwirt Rudi Reese war bekannt für seine Wohlfahrtsmärsche.

## Limmer

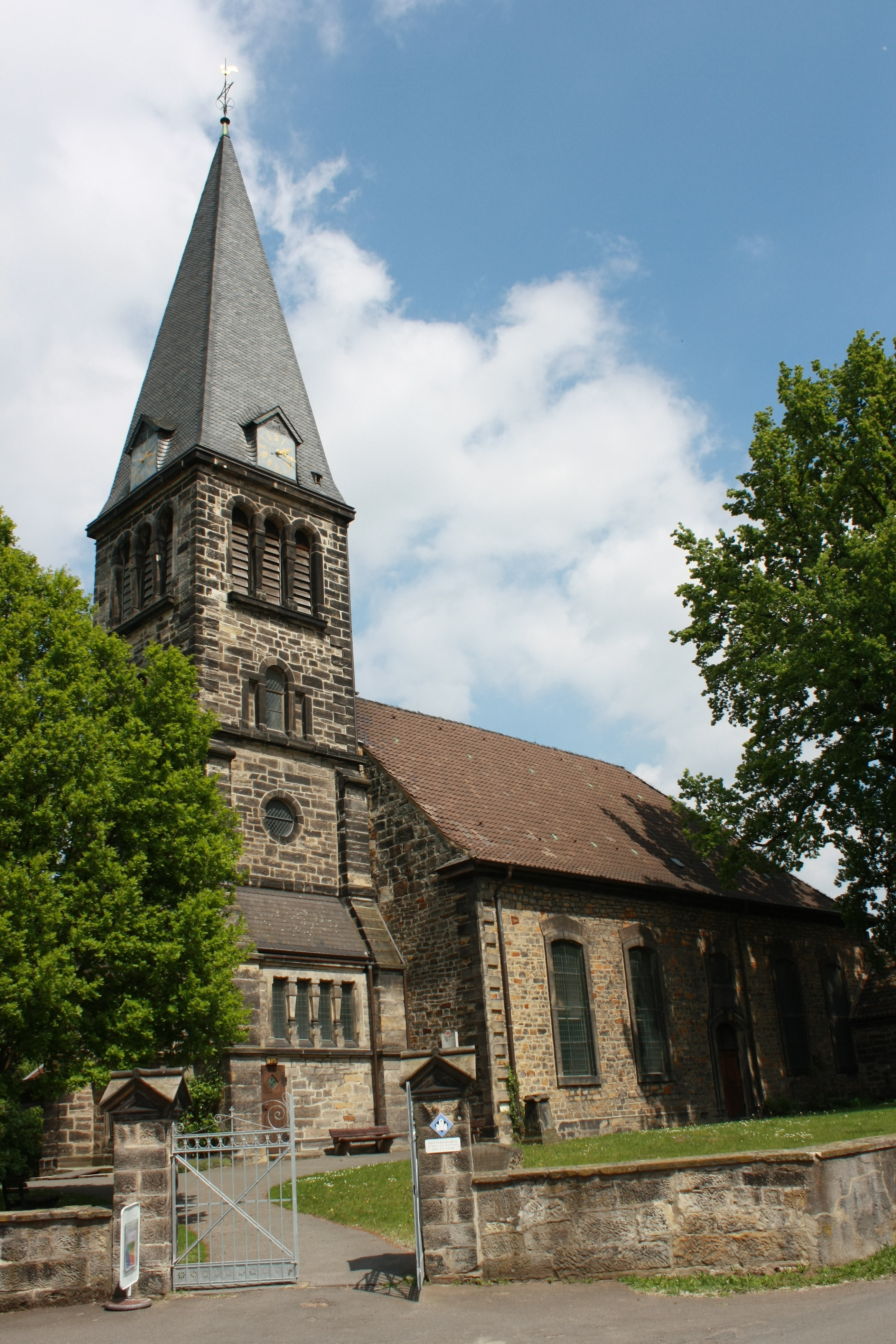
St.-Nikolai-Kirche

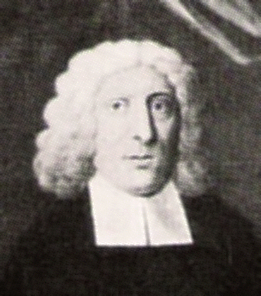
Jacobus Sackmann in zeitgenössischer Darstellung

Limmer wird im Norden begrenzt durch die Leine, im Osten durch den Westschnellweg, im Süden durch die Fösse und im Westen durch den Stichkanal Hannover-Linden und die Güterumgehungsbahn.

### Geschichte
Limmer trägt seinen Namen nach der Burg Limmer des Grafen Konrad von Roden, die 1189 genannt wurde und deren genaue Lage unbekannt ist. Der Name bedeutet vermutlich „feuchte Stelle“. Die Burg hielt 1189 unter Graf Konrad dem Ansturm König Heinrichs VI. stand. In der Folge trug eine gräfliche Linie der Wunstorfer bis zu ihrem Aussterben den Namen Limmer, während die andere Linie nach ihrem Besitz, der Burg Lauenrode „von Roden“ hieß. Die im Jahr 1268 genannte Limmeraner Kirche St. Nikolai wurde im Jahr 1328 dem Kloster Marienwerder eingegliedert. Erst 1787 wurde das alte Gebäude durch die heutige Saalkirche ersetzt.
Limmer war im 14. bis 15. Jahrhundert ein armes Dorf. Während des Dreißigjährigen Krieges sank es wirtschaftlich auf einen Tiefstand, viele Bewohner mussten sich im nahen Herrenhausen verdingen.
In den Jahren 1685–1718 wirkte an der St.-Nikolai-Kirche der durch seine derben niederdeutschen Predigten bekannte Pastor Jacobus Sackmann, der auch den Adel nicht verschonte. Die Echtheit der überlieferten Predigten ist allerdings teilweise umstritten. Ein Gedenkstein für den Prediger befindet sich vor der Nikolaikirche.
1689 hatte Limmer 167 Einwohner. 1690 wurde von den welfischen Landesherren eine Ziegelei eingerichtet, die aber bereits 1735 wieder aufgegeben wurde.
1730 war in Limmer Asphaltkalk entdeckt worden, der seit 1843 im Tagebau und Tiefbau abgebaut wurde, dessen Vorkommen aber bis 1925 erschöpft waren.
Der Apotheker und Botaniker Jakob Friedrich Ehrhart erkannte Mulden im Wald als Schwefelquellen. 1792 wurde darüber ein Bad behuf der Invaliden und Armen errichtet. Dieser Limmerbrunnen war um 1800 gut besucht, jedoch wurde er 1828 vom damals hessischen Bad Nenndorf überflügelt. Der Badebetrieb in „Bad Limmer“ wurde 1961 eingestellt.
Von der im 18. Jahrhundert errichteten Limmer Windmühle blieb der Mühlenhügel erhalten.
1808 wurde das Dorf Opfer eines Großbrandes, welcher das Dorfbild deutlich veränderte. Unter dem Einfluss der im benachbarten Linden aufkommenden Industrialisierung verlor es mehr und mehr seinen ländlichen Charakter. 1825 hatte Limmer 365, 1871 über 1100, 1885 dann bereits 2307 Einwohner. Im Jahr 1899 erhielt die Hannoversche Gummi-Kamm-Fabrik auf einer Fläche von zunächst 60.000 m² ihren Sitz in Limmer. Sie wurde 1912 zum 50-jährigen Bestehen in Hannoversche Gummiwerke Excelsior umbenannt und hatte bereits 3.500 Beschäftigte. 1928 ging sie in der Continental Gummi-Werke auf, die bis 1999 das Werk fortführte.
1932 wurde der Kanu-Club Limmer gegründet.
Am 1. April 1909 wurde das Dorf nach Linden eingemeindet, mit dem es 1920 nach Hannover eingemeindet wurde. Von Ende August 1944 bis Anfang April 1945 befand sich in Limmer das KZ-Außenlager Hannover-Limmer des KZ Neuengamme. Die hier untergebrachten über 1.000 Frauen mussten vor allem im Continentalwerk Limmer arbeiten.
In den 1950er Jahren wurde in der Sackmannstraße 5 eine Neuapostolische Kirche errichtet, sie wurde 2010 geschlossen und 2012 abgerissen.

### Ortsbild
Die seit 1962 zum Henkel-Konzern gehörenden Sichel-Werke befinden sich am Stichkanal Linden und sind der größte Arbeitgeber Limmers. Die 1853 gegründete Wäscherei und Reinigung Stichweh befindet sich an der Wunstorfer Straße. Erhebliche Bedeutung haben die Lagereien und Speditionen am Lindener Hafen. Die Hafenschleuse Linden verbindet den Lindener Hafen mit dem Stichkanal und über diesen mit dem Mittellandkanal.
Zwischen der Hafenschleuse Linden und dem Stichkanal liegt auf der östlichen Seite das Gelände des 1999 stillgelegten Zweigwerks Limmer der Continental AG. Große Teile der Gebäude wurden 2009 abgerissen. Das Gelände soll zu einem Wohngebiet unter der Bezeichnung Wasserstadt Limmer umgestaltet werden. In Limmer waren mehrere Institute der Universität Hannover angesiedelt, u. a. der Fachbereiche Erziehungswissenschaften, Wasserbau, Arbeitswissenschaften und Wirtschaftswissenschaften. Das Gebäude der Universität wurde zum WS 2008/2009 geschlossen. Zu Beginn des Schuljahres 2016/17 hat in dem zwischenzeitlich revitalisierten Gebäudekomplex in der Wunstorfer Straße 14 das Gymnasium Limmer der Landeshauptstadt Hannover den Schulbetrieb aufgenommen.
In der Leinemasch befindet sich das Freibad Volksbad Limmer, im Süden des Stadtteils liegt das Hallenfreibad Fössebad.

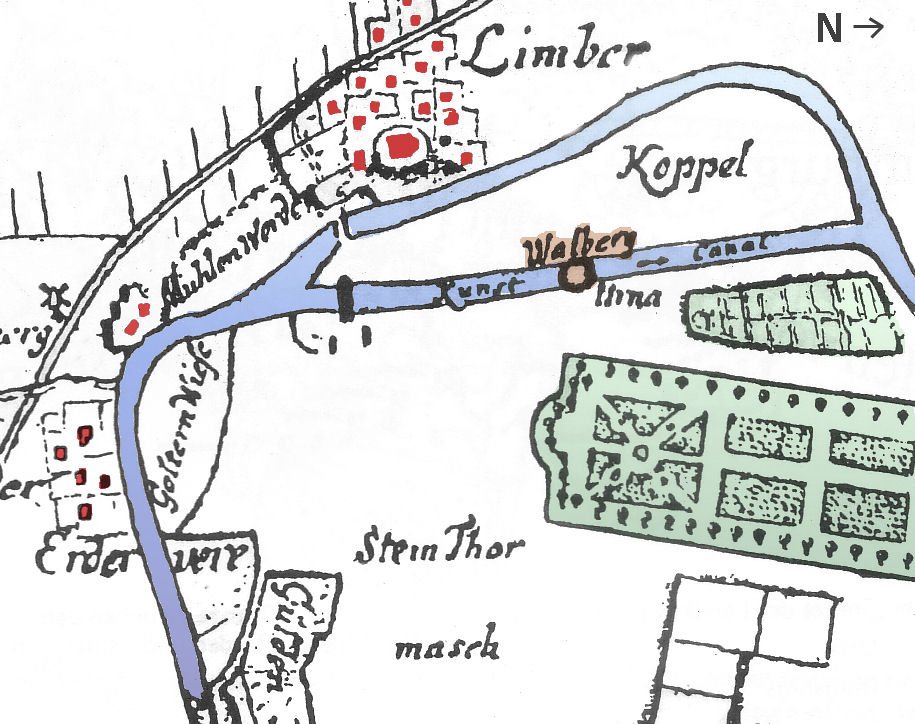
Limmer mit dem Ernst-August-Kanal (Kunst-Canal), der Leine, der Burg Limmer (Walberg) und den Herrenhäuser Gärten, 1740
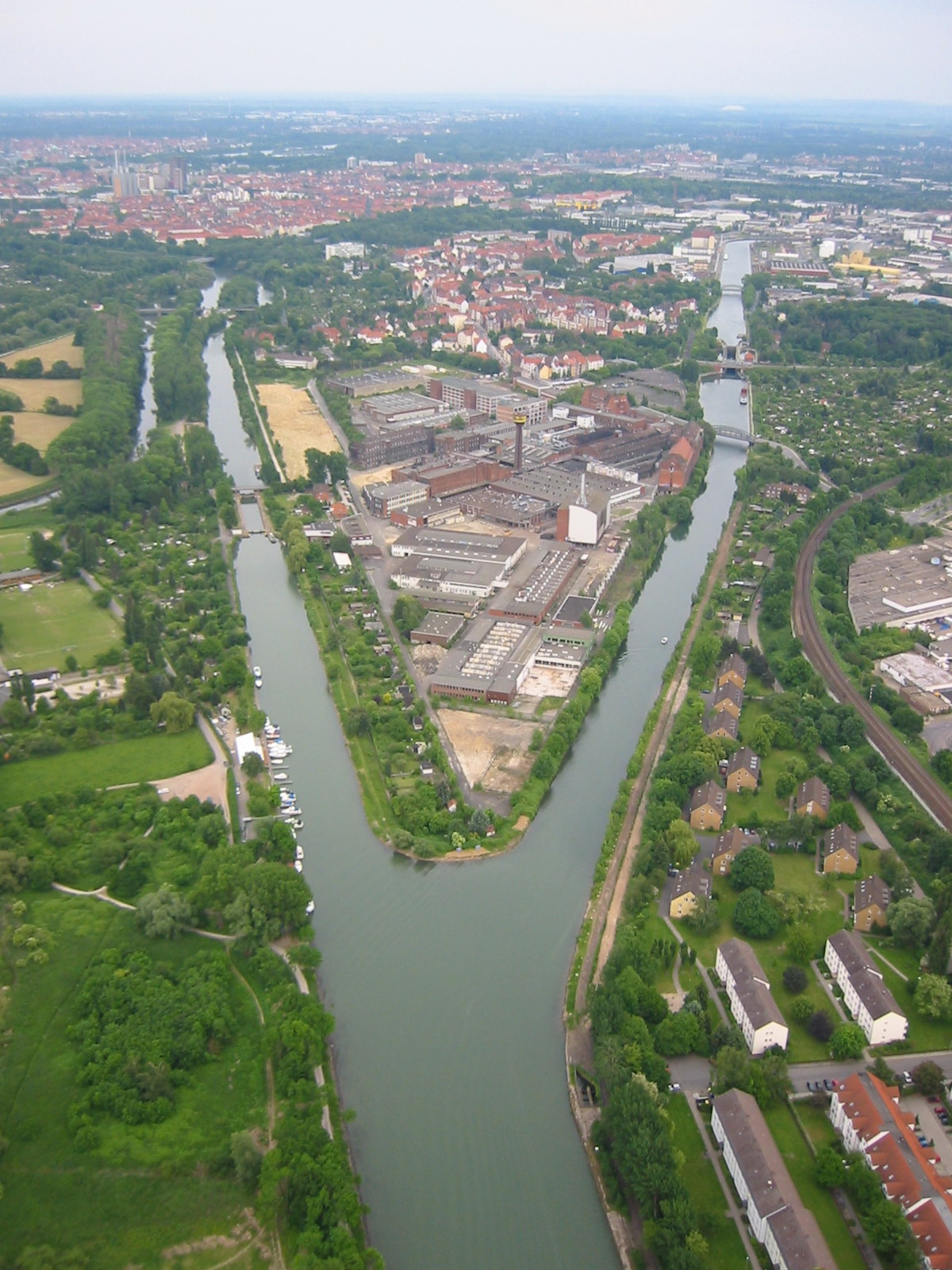
Luftbild des alten Continental-Geländes in Limmer
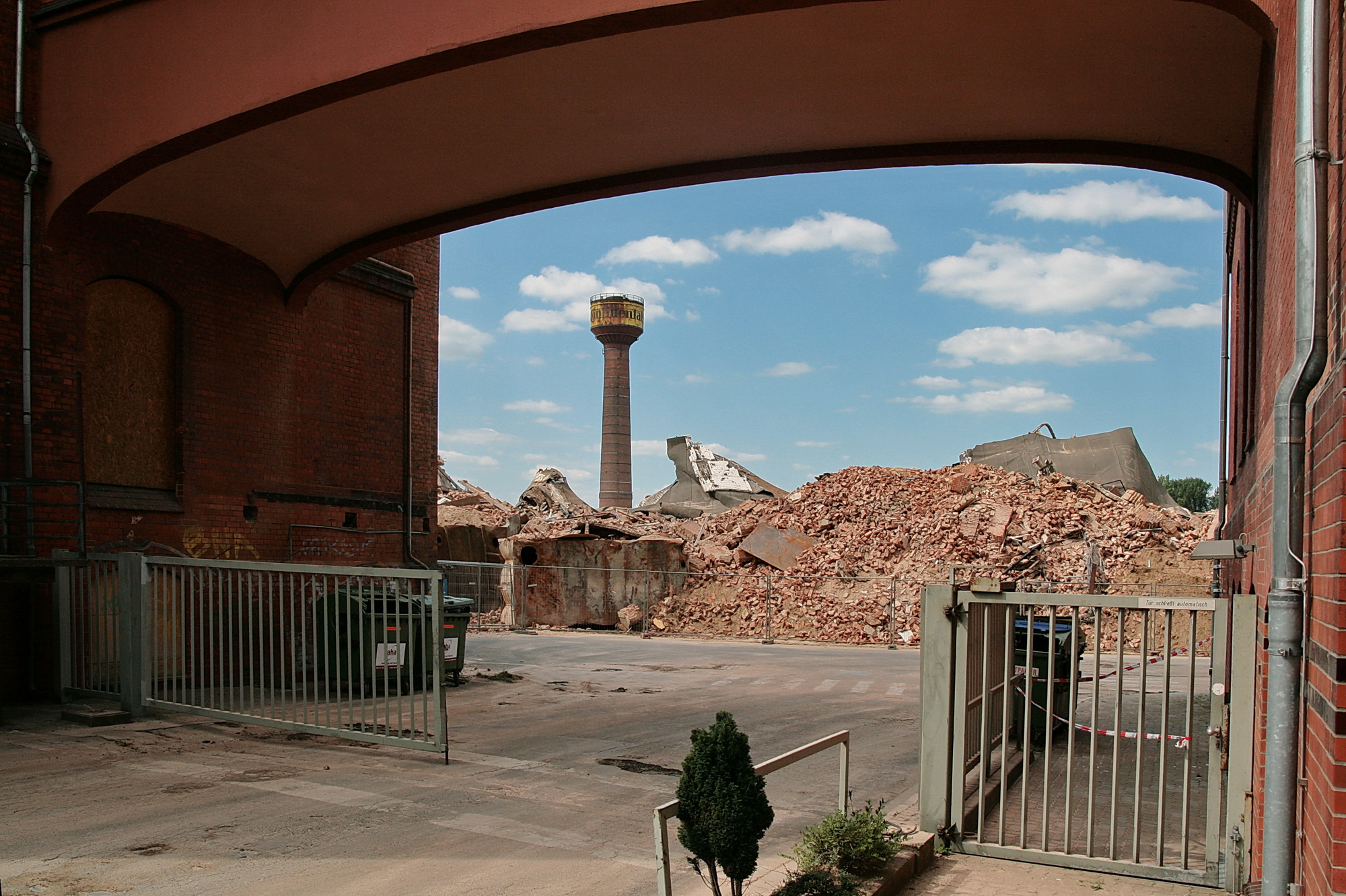
Continental-Gelände während des Abrisses 2009
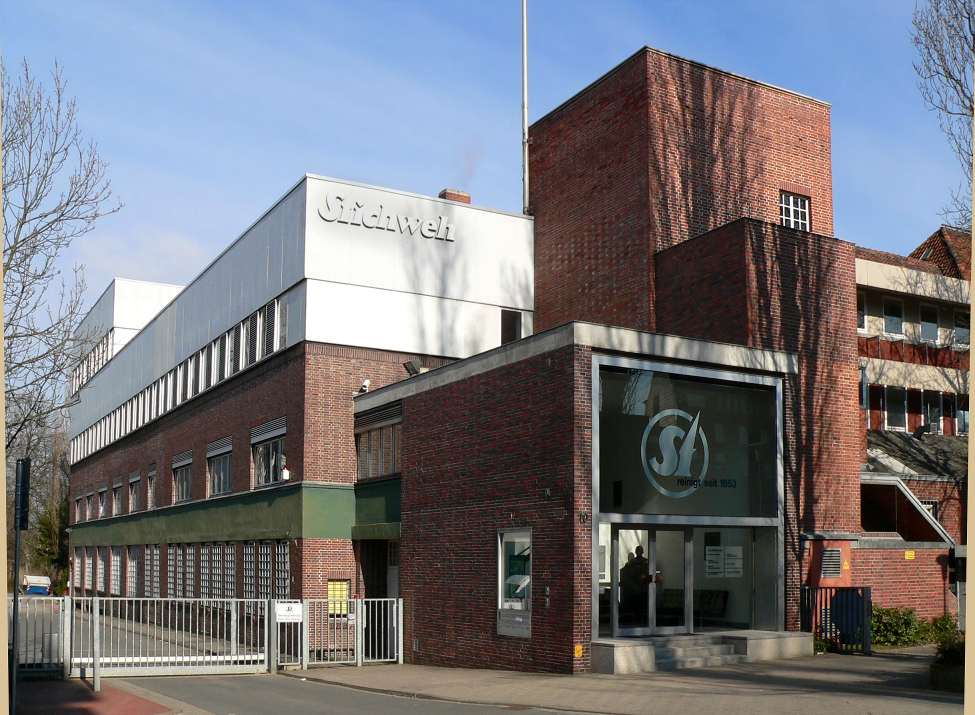
Stichweh Werk Limmer
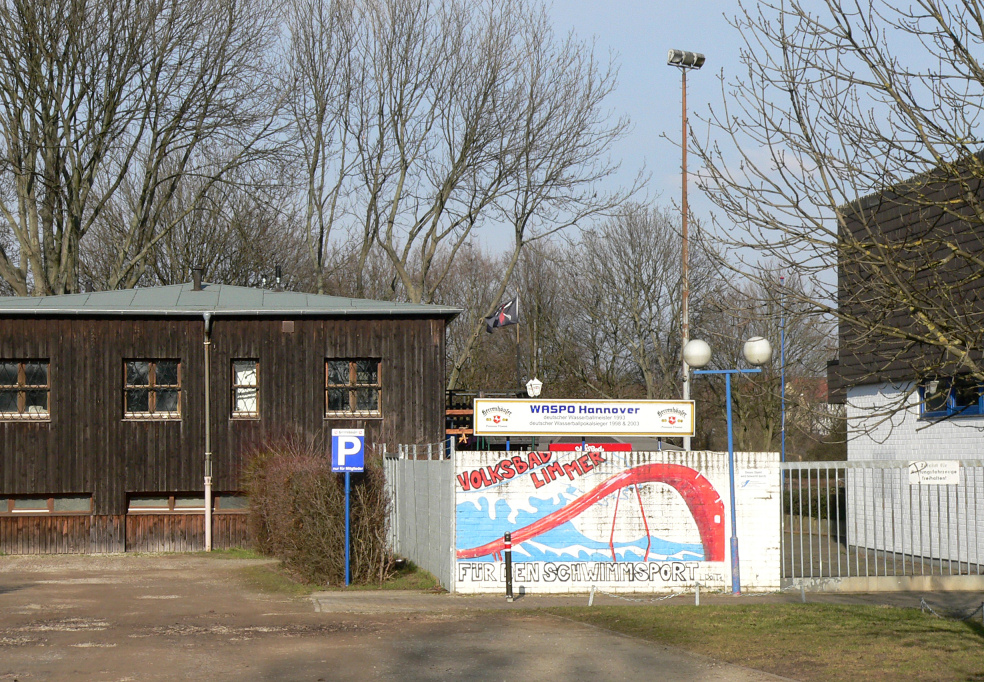
Volksbad Limmer

## Stadtbezirksrat
Der Stadtbezirksrat Linden-Limmer besteht aus 21 gewählten Mitgliedern. In seiner konstituierenden Sitzung am 11. November 2021 wählte der für eine Wahlperiode von fünf Jahren gewählte Bezirksrat erneut den seit vielen Jahren amtierenden Rainer-Jörg Grube (Grüne) zum Bezirksbürgermeister. Stellvertretende Bezirksbürgermeisterin wurde erneut Katharina-Sophia Gerking (SPD). Der Bezirksrat tagt etwa neunmal im Jahr öffentlich, meistens im Freizeitheim Linden, gelegentlich auch im Gemeindehaus der St. Nikolaikirche in Limmer. Von Januar 1988 bis November 1996 war Hiltrud Grote (SPD) Bezirksbürgermeisterin. Sie war die erste weibliche Bezirksbürgermeisterin in Hannover. Die Sitzverteilung, die Mitglieder des Stadtbezirksrates und ihre Erreichbarkeit sind auf der Webseite Hannover.de dargestellt.
Die Stadt Hannover hat in ihrer Hauptsatzung von der Möglichkeit des Niedersächsischen Kommunalverfassungsgesetzes Gebrauch gemacht, dass die Mitglieder des Rates, deren Wahlbereich ganz oder teilweise im jeweiligen Stadtbezirk liegt oder die dort wohnen, dem Stadtbezirksrat mit beratender Stimme angehören.
Wahl 2021
Bei der Kommunalwahl vom 12. September 2021 blieb Bündnis 90/Die Grünen stärkste Partei und erreichte 10 Sitze. Die SPD bekam 4 Sitze, Die Linke 3 Sitze und CDU, FDP, PARTEI und Piraten erzielten je einen Sitz. Von den 21 gewählten Mitgliedern des Bezirksrates sind zehn Frauen (Grüne sechs, SPD zwei, Linke und PARTEI je eine).
- Linke: 3
- PARTEI: 1
- SPD: 4
- Grüne: 10
- Piraten: 1
- FDP: 1
- CDU: 1

Wahlen 2016
Bei der Kommunalwahl vom 11. September 2016 wurden die Grünen mit 32,2 % der Stimmen (7 Sitze) erneut stärkste Partei, gefolgt von der SPD mit 24,5 % (5 Sitze) und der Linken mit 17,9 % (4 Sitze). Die CDU erhielt 9,8 % (2 Sitze), die Partei „Partei“ 5,6 % (1 Sitz), die Piraten 4,9 % (1 Sitz) und die FDP 2,2 % (1 Sitz). Grube wurde von dem Gremium einstimmig als Bezirksbürgermeister wiedergewählt.
- Linke: 4
- PARTEI: 1
- SPD: 5
- Grüne: 7
- Piraten: 1
- FDP: 1
- CDU: 2

Wahlen 2011
Bei der Kommunalwahl vom 11. September 2011 wurden erstmals die Grünen mit 37,6 % der Stimmen stärkste Partei im Stadtbezirk und stellen mit Rainer-Jörg Grube den Bezirksbürgermeister. Die SPD wurde zweitstärkste Partei (29,6 %), Die Linke drittstärkste Partei (11,6 %). Da die SPD entgegen der üblichen Praxis Rainer-Jörg Grube als Kandidat der stärksten Partei nicht zum Bezirksbürgermeister wählen wollte, unterlag sie im Gegenzug bei der Wahl zu dessen Stellvertreter. Gewählt wurde stattdessen Stefan Müller von der Linken. Im Juni 2013 wechselte Müller zur SPD-Fraktion, wodurch keine klaren Verhältnisse im Bezirksrat herrschen.

## Bevölkerungsentwicklung

Einwohnerentwicklung im Stadtbezirk

| Entwicklung der Bevölkerungszahl seit 2011 | Entwicklung der Bevölkerungszahl seit 2011 | Entwicklung der Bevölkerungszahl seit 2011 | Entwicklung der Bevölkerungszahl seit 2011 | Entwicklung der Bevölkerungszahl seit 2011 | Entwicklung der Bevölkerungszahl seit 2011 |
| ------------------------------------------ | ------------------------------------------ | ------------------------------------------ | ------------------------------------------ | ------------------------------------------ | ------------------------------------------ |
| Jahr                                       | Limmer                                     | Linden-Mitte                               | Linden-Nord                                | Linden-Süd                                 | Gesamt                                     |
| 2011                                       | 5.857                                      | 11.880                                     | 16.013                                     | 9.264                                      | 43.014                                     |
| 2012                                       | 5.895                                      | 11.884                                     | 16.162                                     | 9.410                                      | 43.351                                     |
| 2013                                       | 5.996                                      | 12.082                                     | 16.377                                     | 9.640                                      | 44.095                                     |
| 2014                                       | 6.034                                      | 12.184                                     | 16.358                                     | 9.650                                      | 44.226                                     |
| 2015                                       | 6.205                                      | 12.367                                     | 16.442                                     | 10.097                                     | 45.111                                     |
| 2016                                       | 6.220                                      | 12.356                                     | 16.657                                     | 10.339                                     | 45.572                                     |
| 2017                                       | 6.273                                      | 12.417                                     | 16.619                                     | 10.416                                     | 45.725                                     |
| 2018                                       | 6.298                                      | 12.418                                     | 16.658                                     | 10.495                                     | 45.869                                     |
| 2019                                       | 6.284                                      | 12.381                                     | 16.601                                     | 10.150                                     | 45.416                                     |
| 2020                                       | 6.248                                      | 12.192                                     | 16.433                                     | 10.068                                     | 44.941                                     |